# Serie B 2024-2025
La Serie B 2024-2025 è stata la 93ª edizione del campionato italiano di calcio di Serie B, l'89ª a girone unico, che è iniziata il 16 agosto 2024 ed è terminata il 13 maggio 2025 con la vittoria del Sassuolo, al suo secondo titolo.
Capocannoniere del torneo è stato Armand Laurienté (Sassuolo) con 18 reti.

## Stagione regolare

### Novità
A sostituire le retrocesse Ternana, Ascoli, Feralpisalò e Lecco, dalla Serie C 2023-2024 sono state promosse il Mantova, di ritorno in Serie B dopo 14 anni, il Cesena, di ritorno in Serie B dopo sei stagioni d'assenza, la Juve Stabia, di ritorno in Serie B dopo quattro stagioni d'assenza, e la Carrarese, da vincente dei play-off, al ritorno storico in Serie B dopo 76 anni.
A sostituire le promosse Parma, Como e Venezia, dalla Serie A 2023-2024 sono retrocesse il Frosinone, dopo una sola stagione, il Sassuolo, dopo undici stagioni nella massima serie, e la Salernitana, di ritorno in cadetteria dopo tre stagioni. 
La regione più rappresentata in questa stagione è con quattro squadre l'Emilia-Romagna (Cesena, Modena, Reggiana e Sassuolo). Segue poi con tre squadre la Lombardia (Brescia, Cremonese e Mantova). Con due squadre ciascuna ci sono la Liguria (Sampdoria e Spezia), la Campania (Juve Stabia e Salernitana), la Calabria (Catanzaro e Cosenza) e la Toscana (Carrarese e Pisa); con una squadra il Trentino-Alto Adige (Südtirol), il Lazio (Frosinone), la Puglia (Bari), la Sicilia (Palermo), e il Veneto (Cittadella). Sul piano dell'organico ci sono due squadre, il Pisa e la neopromossa Carrarese, dalla Toscana, cosa che non si vedeva da 3 anni; Reggiana e Sassuolo condividono lo stesso stadio, il Mapei Stadium, oltre al fatto che, con la permanenza dei granata e del Modena e il ritorno di Cesena e Sassuolo, l'Emilia-Romagna torna ad avere 4 rappresentanti dopo 16 anni; per la prima volta dall'annata 2018-19 ci sono due rappresentanti della Campania, la Salernitana e la neopromossa Juve Stabia; il Veneto ha un'unica rappresentante, il Cittadella, cosa che non accadeva dal 2015-2016.
Resta inalterato sia il numero delle promozioni (2 dirette e una dai play-off) sia quello delle retrocessioni (3 dirette e una dai play-out). Per quanto riguarda il regolamento dei play-off, come è accaduto nell'edizione precedente, la terza classificata sarà direttamente promossa in Serie A (non dando così luogo alla disputa dei play-off) se avrà un vantaggio di almeno 15 punti sulla quarta classificata. Per quanto concerne i play-out, la diciassettesima classificata sarà direttamente retrocessa in Serie C (non dando così luogo alla disputa dei play-out) se avrà un distacco di almeno 5 punti dalla sedicesima classificata.
La squadra detentrice del trofeo, vinto nella stagione 2023-2024, è il Parma.

### Calendario
Il campionato è iniziato venerdì 16 agosto 2024 con il primo anticipo del torneo, a cui poi sono seguite le altre partite in calendario sabato 17 e domenica 18 agosto. Ha osservato quattro turni di sosta: il 7 settembre 2024, il 13 ottobre 2024, il 16 novembre 2024 e il 22 marzo 2025. Il torneo ha osservato una pausa invernale dal 30 dicembre 2024 all'11 gennaio 2025. I turni infrasettimanali in giornate feriali sono due e disputati martedì 27 agosto 2024 e martedì 29 ottobre 2024. Come di consueto si è giocato giovedì 26 dicembre 2024, giorno di Santo Stefano e giovedì 1º maggio 2025. Le ultime due giornate sono state disputate in contemporanea e l'ultima giornata si è disputata venerdì 9 maggio 2025 in orario serale. La 34ª giornata, prevista per lunedì 21 aprile 2025, viene rinviata a martedì 13 maggio in seguito alla morte di Papa Francesco.

### Avvenimenti

#### Girone di andata
A fine anno solare la classifica vede nei primi due posti il Sassuolo e il Pisa: dietro di loro rimane in lizza per la promozione diretta lo Spezia di D'Angelo, al contrario della Cremonese, dietro agli aquilotti ma con un ritardo di 8 punti rispetto ai liguri e più vicina alla Juve Stabia. Dietro alle vespe gli altri posti in zona playoff sono di Catanzaro, Bari e Carrarese: gli apuani, dopo un inizio sottotono, guadagnano ben 20 punti in 11 giornate e irrompono a metà classifica, davanti al Modena, al neopromosso Cesena e a squadre come Palermo e Brescia, che arrancano a metà classifica. In bassa classifica preoccupano la blasonata Sampdoria, posizionatasi dietro a Mantova e Cittadella e passata per due cambi di allenatore, e le neoretrocesse Frosinone e Salernitana, davanti ai fanalini di coda Sudtirol e Cosenza, reduce dall'ottima salvezza dell'anno precedente e penalizzata di 4 punti per irregolarità finanziarie.

#### Girone di ritorno
Ad inizio girone di ritorno il Sassuolo conferma la vetta al campionato e rimane a distanza il Pisa, che ingaggia con lo Spezia un duello per la seconda promozione diretta. Dietro ai nerazzurri e agli aquilotti la Cremonese è in ritardo di 9 punti e tallonata da Catanzaro e Juve Stabia, che si impone come una delle rivelazioni del torneo, tanto da staccare di 5 punti il Cesena e il Bari, a pari punti ma con i pugliesi avanti per miglior differenza reti: quest'ultime inoltre sono inseguite da Palermo e Modena. Il Brescia continua ad arrancare e alla 23ª giornata, dopo una sconfitta interna con il Catanzaro maturata in extremis, Maran ritorna sulla panchina delle rondinelle dopo l'interregno di Bisoli. In bassa classifica la Sampdoria si ridesta conseguendo ben 10 punti in 4 partite e scavalcando la Salernitana, che rimpiazza Colantuono con Breda dopo la prima partita del girone di ritorno, ma il Südtirol impone ai blucerchiati l'ennesima sconfitta stagionale e si piazza dietro ai genovesi e davanti alla Salernitana e al Frosinone, in zona retrocessione così come il Cosenza, penalizzato e sempre più ultimo nonostante la vittoria contro la Carrarese alla 25ª giornata. 
A marzo, una serie di quattro vittorie permette al Frosinone di uscire dalla zona retrocessione, ma mentre il Südtirol recupera terreno, il Brescia scende in zona play-out assieme alla Reggiana, e la Sampdoria, ormai al suo terzo cambio di allenatore in stagione, continua a perdere punti e cade in zona retrocessione. Nel frattempo, al termine della 33ª giornata, c'è il primo verdetto: il Sassuolo, dopo una vittoria esterna a Modena per 1-3, ottiene la matematica promozione in Serie A con cinque giornate d'anticipo a seguito del pareggio dello Spezia contro il Mantova per 2-2, tornando così nella massima serie dopo una stagione tra i cadetti. Nel frattempo, lo Spezia si gioca la promozione diretta contro il Pisa, con cui è in vantaggio negli scontri diretti ma è sotto di nove punti. La 34ª giornata viene rinviata di tre settimane a seguito della morte del Papa, quindi la penultima giornata decide il secondo verdetto promozione, dal momento che nove delle dieci partite si giocano allo stesso tempo. Il Pisa cade contro il Bari al San Nicola e lo Spezia cede per 2-1 alla Reggiana, quindi i toscani ottengono il secondo posto matematico e la promozione in Serie A con due giornate d'anticipo, ritornando in massima serie dopo 34 anni d'assenza. Allo stesso tempo, il Sassuolo è matematicamente primo e vincitore del torneo mentre il Cosenza è matematicamente ultimo e retrocede in Serie C con due giornate d'anticipo dopo sette anni in cadetteria dopo aver perso per 2-1 contro il Südtirol. In seguito, Carrarese, Reggiana e Südtirol ottengono la salvezza matematica, con gli altoatesini protagonisti di una gran rimonta dopo che avevano chiuso il girone d'andata all'ultimo posto. Alla penultima giornata, si salva anche il Mantova, uscito vincitore nello scontro diretto con la Carrarese già salva. 
All'ultima giornata si svelano gli ultimi esiti: Catanzaro, Cesena e Palermo si qualificano ai play-off insieme alla Juve Stabia, che stabilisce il miglior piazzamento in cadetteria della propria storia, mentre il Brescia vince per 2-1 in casa contro la Reggiana già salva, ottenendo la salvezza diretta a discapito del Frosinone grazie alla differenza reti negli scontri diretti (vittoria 4-0 all'andata e sconfitta 2-1 al ritorno). Il Cittadella perde tra le mura amiche lo scontro decisivo contro la Salernitana: se i veneti cadono in Serie C dopo nove anni consecutivi in Serie B, culminati con le due finali play-off nel 2019 e nel 2021, la Salernitana sfiderà nel play-out contro un'altra neodeclassata, il Frosinone. Infine, la Sampdoria, che aveva precedentemente battuto proprio la Salernitana, non va oltre lo 0-0 contro la Juve Stabia, finendo il campionato al terzultimo posto e retrocedendo in Serie C per la prima volta nella sua storia. Tuttavia, all'esito del caso Brescia, i lombardi si vedono comminare una penalizzazione di 4 punti nella stagione corrente (più altri 4 in quella successiva), prendendo il posto in classifica della Sampdoria come terzultima e retrocedendo direttamente. Come effetto, la squadra blucerchiata sale al diciassettesimo posto, qualificandosi per i play-out contro la Salernitana, sedicesima, e portando il Frosinone al quindicesimo posto con salvezza diretta. Nella sfida play-out a vincere è proprio la Sampdoria, che coglie un'insperata salvezza, vincendo 2-0 a Genova e 0-3 a tavolino a Salerno, dopo che la partita era stata sospesa nel secondo tempo sul risultato di 0-2 per i doriani a causa d'intemperanze dei tifosi della Salernitana.
Nel turno preliminare dei play-off Juve Stabia e Catanzaro passano il turno superando Palermo e Cesena battendoli entrambi per 1-0, ma sono costrette ad arrendersi in semifinale, battute rispettivamente da Cremonese (2-1 a Castellammare e 3-0 a Cremona) e Spezia (0-2 a Catanzaro e 2-1 a La Spezia) che accedono alla doppia finale. Dopo il pareggio per 0-0 all'andata a Cremona, la Cremonese batte in trasferta per 2-3 lo Spezia e torna nella massima serie dopo due stagioni d'assenza.

#### Caso Brescia
Alla vigilia della disputa della gara di andata dei play-out tra Frosinone e Salernitana, numerosi organi di stampa riportano la notizia di una possibile penalizzazione di 4 punti per il Brescia con conseguente retrocessione in Serie C, a seguito di presunti mancati pagamenti dei contributi IRPEF ed INPS riguardanti gli stipendi dei mesi di dicembre e gennaio riscontrati dalla Covisoc dopo una verifica all'agenzia delle entrate. Come conseguenza immediata, la Lega Serie B decreta il rinvio a data da destinarsi delle gare di play-out tra Salernitana e Frosinone. Nei giorni seguenti, la società dichiara di avere regolarmente acquistato dei crediti d'imposta dalla società Alfieri spv per il pagamento dei suddetti contributi che tuttavia risultano inesistenti, ritenendosi truffata. Il 22 maggio, il Brescia Calcio e il patron Massimo Cellino vengono deferiti dalla procura della FIGC per presunte irregolarità nei pagamenti di stipendi e contributi, fissando l'udienza per il 29 maggio. Da tale udienza, il Tribunale Federale Nazionale sanziona il Brescia con 8 punti di penalizzazione, dei quali 4 da scontare nella corrente stagione sportiva più altri 4 da scontare nella prima stagione utile, declassando la squadra al terzultimo posto della classifica del campionato corrente con conseguente retrocessione in Serie C. Vengono inoltre comminati sei mesi di inibizione per il presidente Massimo Cellino e altrettanti per il consigliere delegato Edoardo Cellino.
Al termine ultimo del 6 giugno, la società non ottempera alle scadenze federali riguardanti i pagamenti degli stipendi dei propri tesserati degli ultimi due mesi, portando il Brescia verso l'esclusione dai campionati professionistici e ad un eventuale concordato fallimentare.
L'11 giugno la Lega Serie B rende ufficiale la classifica finale della stagione includendo la penalizzazione di 4 punti del Brescia.

## Squadre partecipanti
| Club        | Stagione | Città                        | Stadio                                              | Stagione precedente                                         |
| ----------- | -------- | ---------------------------- | --------------------------------------------------- | ----------------------------------------------------------- |
| Bari        | dettagli | Bari                         | Stadio San Nicola                                   | 17º posto in Serie B                                        |
| Brescia     | dettagli | Brescia                      | Stadio Mario Rigamonti                              | 8º posto in Serie B                                         |
| Carrarese   | dettagli | Carrara                      | Stadio dei Marmi                                    | 3º posto in Serie C/B, promosso dopo avere vinto i play-off |
| Catanzaro   | dettagli | Catanzaro                    | Stadio Nicola Ceravolo                              | 5º posto in Serie B                                         |
| Cesena      | dettagli | Cesena                       | Orogel Stadium-Dino Manuzzi                         | 1º posto in Serie C/B, promossa                             |
| Cittadella  | dettagli | Cittadella (PD)              | Stadio Piercesare Tombolato                         | 14º posto in Serie B                                        |
| Cosenza     | dettagli | Cosenza                      | Stadio San Vito-Gigi Marulla                        | 9º posto in Serie B                                         |
| Cremonese   | dettagli | Cremona                      | Stadio Giovanni Zini                                | 4º posto in Serie B                                         |
| Frosinone   | dettagli | Frosinone                    | Stadio Benito Stirpe                                | 18º posto in Serie A, retrocesso                            |
| Juve Stabia | dettagli | Castellammare di Stabia (NA) | Stadio Romeo Menti                                  | 1º posto in Serie C/C, promossa                             |
| Mantova     | dettagli | Mantova                      | Stadio Danilo Martelli                              | 1º posto in Serie C/A, promosso                             |
| Modena      | dettagli | Modena                       | Stadio Alberto Braglia                              | 10º posto in Serie B                                        |
| Palermo     | dettagli | Palermo                      | Stadio Renzo Barbera                                | 6º posto in Serie B                                         |
| Pisa        | dettagli | Pisa                         | Stadio Arena Garibaldi-Romeo Anconetani             | 13º posto in Serie B                                        |
| Reggiana    | dettagli | Reggio Emilia                | Mapei Stadium - Città del Tricolore                 | 11º posto in Serie B                                        |
| Salernitana | dettagli | Salerno                      | Stadio Arechi                                       | 20º posto in Serie A, retrocessa                            |
| Sampdoria   | dettagli | Genova                       | Stadio Luigi Ferraris                               | 7º posto in Serie B                                         |
| Sassuolo    | dettagli | Sassuolo (MO)                | Mapei Stadium - Città del Tricolore (Reggio Emilia) | 19º posto in Serie A, retrocesso                            |
| Spezia      | dettagli | La Spezia                    | Stadio Alberto Picco                                | 15º posto in Serie B                                        |
| Südtirol    | dettagli | Bolzano                      | Stadio Druso                                        | 12º posto in Serie B                                        |

## Allenatori e primatisti
| Squadra     | Allenatore | Giocatore più presente (tra parentesi il numero delle presenze) | Capocannoniere (tra parentesi il numero dei gol segnati) |
| ----------- | --- | --------------------------------------------------------------- | -------------------------------------------------------- |
| Bari        | Moreno Longo | Mehdi Dorval, Boris Radunović (37)                              | Kevin Lasagna (7)                                        |
| Brescia     | Rolando Maran (1ª-16ª) Pierpaolo Bisoli (17ª-23ª) Rolando Maran (24ª-38ª)                                                | Luca Lezzerini (37)                                             | Gennaro Borrelli (6)                                     |
| Carrarese   | Antonio Calabro | Mattia Finotto (37)                                             | Mattia Finotto, Nicolás Schiavi (6)                      |
| Catanzaro   | Fabio Caserta | Mirko Pigliacelli (38)                                          | Pietro Iemmello (16)                                     |
| Cesena      | Michele Mignani | Simone Bastoni, Massimiliano Mangraviti (36)                    | Christian Shpendi (11)                                   |
| Cittadella  | Edoardo Gorini (1ª-8ª) Alessandro Dal Canto (9ª-38ª)                                                                     | Francesco Amatucci (37)                                         | Luca Pandolfi (8)                                        |
| Cosenza     | Massimiliano Alvini (1ª-27ª) Pierantonio Tortelli e Nicola Belmonte (28ª-31ª) Massimiliano Alvini (32ª-38ª)              | Alessandro Micai (37)                                           | Gabriele Artistico (5)                                   |
| Cremonese   | Giovanni Stroppa (1ª-8ª) Eugenio Corini (9ª-13ª) Giovanni Stroppa (14ª-38ª e play-off)                                   | Andrea Fulignati (38)                                           | Franco Vázquez (9)                                       |
| Frosinone   | Vincenzo Vivarini (1ª-9ª) Leandro Greco (10ª-26ª) Paolo Bianco (27ª-38ª)                                                 | Giuseppe Ambrosino, Michele Cerofolini (36)                     | Giuseppe Ambrosino (5)                                   |
| Juve Stabia | Guido Pagliuca | Demba Thiam (38)                                                | Andrea Adorante (15)                                     |
| Mantova     | Davide Possanzini | Marco Festa, Leonardo Mancuso (38)                              | Leonardo Mancuso (10)                                    |
| Modena      | Pierpaolo Bisoli (1ª-12ª) Paolo Mandelli (13ª-38ª)                                                                       | Riccardo Gagno (37)                                             | Antonio Palumbo (9)                                      |
| Palermo     | Alessio Dionisi | Filippo Ranocchia (35)                                          | Matteo Brunori, Joel Pohjanpalo (9)                      |
| Pisa        | Filippo Inzaghi | Gabriele Piccinini (38)                                         | Matteo Tramoni (13)                                      |
| Reggiana    | William Viali (1ª-31ª) Davide Dionigi (32ª-38ª)                                                                          | Alessandro Sersanti (37)                                        | Manolo Portanova (8)                                     |
| Salernitana | Giovanni Martusciello (1ª-13ª) Stefano Colantuono (14ª-20ª) Roberto Breda (21ª-32ª) Pasquale Marino (33ª-38ª e play-out) | Lorenzo Amatucci (36)                                           | Simy (5)                                                 |
| Sampdoria   | Andrea Pirlo (1ª-3ª) Andrea Sottil (4ª-16ª) Leonardo Semplici (17ª-32ª) Alberico Evani (33ª-38ª e play-out)              | Ebenezer Akinsanmiro (35)                                       | Massimo Coda (8)                                         |
| Sassuolo    | Fabio Grosso | Pedro Obiang (35)                                               | Armand Laurienté (18)                                    |
| Spezia      | Luca D'Angelo | Francesco Pio Esposito (35)                                     | Francesco Pio Esposito (17)                              |
| Südtirol    | Federico Valente (1ª-12ª) Marco Zaffaroni (13ª-16ª) Fabrizio Castori (17ª-38ª)                                           | Salvatore Molina, Raphael Odogwu (37)                           | Silvio Merkaj (6)                                        |

## Classifica
|  | Pos. | Squadra      | Pt | G  | V  | N  | P  | GF | GS | DR  |
|  | ---- | ------------ | -- | -- | -- | -- | -- | -- | -- | --- |
|  | 1.   | Sassuolo     | 82 | 38 | 25 | 7  | 6  | 78 | 38 | +40 |
|  | 2.   | Pisa         | 76 | 38 | 23 | 7  | 8  | 64 | 36 | +28 |
|  | 3.   | Spezia       | 66 | 38 | 17 | 15 | 6  | 59 | 33 | +26 |
|  | 4.   | Cremonese    | 61 | 38 | 16 | 13 | 9  | 62 | 44 | +18 |
|  | 5.   | Juve Stabia  | 55 | 38 | 14 | 13 | 11 | 42 | 41 | +1  |
|  | 6.   | Catanzaro    | 53 | 38 | 11 | 20 | 7  | 51 | 45 | +6  |
|  | 7.   | Cesena       | 53 | 38 | 14 | 11 | 13 | 46 | 47 | -1  |
|  | 8.   | Palermo      | 52 | 38 | 14 | 10 | 14 | 52 | 43 | +9  |
|  | 9.   | Bari         | 48 | 38 | 10 | 18 | 10 | 41 | 40 | +1  |
|  | 10.  | Südtirol     | 46 | 38 | 12 | 10 | 16 | 50 | 57 | -7  |
|  | 11.  | Modena       | 45 | 38 | 10 | 15 | 13 | 48 | 50 | -2  |
|  | 12.  | Carrarese    | 45 | 38 | 11 | 12 | 15 | 39 | 49 | -10 |
|  | 13.  | Reggiana     | 44 | 38 | 11 | 11 | 16 | 42 | 52 | -10 |
|  | 14.  | Mantova      | 44 | 38 | 10 | 14 | 14 | 47 | 56 | -9  |
|  | 15.  | Frosinone    | 43 | 38 | 9  | 16 | 13 | 37 | 50 | -13 |
|  | 16.  | Salernitana  | 42 | 38 | 11 | 9  | 18 | 37 | 47 | -10 |
|  | 17.  | Sampdoria    | 41 | 38 | 8  | 17 | 13 | 38 | 49 | -11 |
|  | 18.  | Brescia (-4) | 39 | 38 | 9  | 16 | 13 | 42 | 48 | -6  |
|  | 19.  | Cittadella   | 39 | 38 | 10 | 9  | 19 | 30 | 56 | -26 |
|  | 20.  | Cosenza (-4) | 30 | 38 | 7  | 13 | 18 | 32 | 56 | -24 |

      Promosse in Serie A 2025-2026.
 Ammesse ai play-off o ai play-out.
      Retrocesse in Serie C 2025-2026.
Regolamento:
Tre punti per la vittoria, uno per il pareggio, zero per la sconfitta.
In caso di arrivo di due o più squadre a pari punti, la graduatoria verrà stilata secondo la classifica avulsa tra le squadre interessate che prevede, in ordine, i seguenti criteri:
- Punti negli scontri diretti
- Differenza reti negli scontri diretti
- Differenza reti generale
- Reti realizzate in generale
- Sorteggio

Note:
Il Cosenza ha scontato 4 punti di penalizzazione.
Il Brescia ha scontato 4 punti di penalizzazione.

### Squadra campione
| Formazione tipo (4-2-3-1) | Giocatori (presenze)     |
| --- | ------------------------ |
| Moldovan Toljan Romagna Muharemović Doig Boloca Ghion Berardi Thorstvedt Laurienté Mulattieri | Horațiu Moldovan (27)    |
| Moldovan Toljan Romagna Muharemović Doig Boloca Ghion Berardi Thorstvedt Laurienté Mulattieri | Jeremy Toljan (34)       |
| Moldovan Toljan Romagna Muharemović Doig Boloca Ghion Berardi Thorstvedt Laurienté Mulattieri | Filippo Romagna (23)     |
| Moldovan Toljan Romagna Muharemović Doig Boloca Ghion Berardi Thorstvedt Laurienté Mulattieri | Tarik Muharemović (28)   |
| Moldovan Toljan Romagna Muharemović Doig Boloca Ghion Berardi Thorstvedt Laurienté Mulattieri | Josh Doig (29)           |
| Moldovan Toljan Romagna Muharemović Doig Boloca Ghion Berardi Thorstvedt Laurienté Mulattieri | Daniel Boloca (34)       |
| Moldovan Toljan Romagna Muharemović Doig Boloca Ghion Berardi Thorstvedt Laurienté Mulattieri | Andrea Ghion (23)        |
| Moldovan Toljan Romagna Muharemović Doig Boloca Ghion Berardi Thorstvedt Laurienté Mulattieri | Domenico Berardi (29)    |
| Moldovan Toljan Romagna Muharemović Doig Boloca Ghion Berardi Thorstvedt Laurienté Mulattieri | Kristian Thorstvedt (22) |
| Moldovan Toljan Romagna Muharemović Doig Boloca Ghion Berardi Thorstvedt Laurienté Mulattieri | Armand Laurienté (33)    |
| Moldovan Toljan Romagna Muharemović Doig Boloca Ghion Berardi Thorstvedt Laurienté Mulattieri | Samuele Mulattieri (32)  |
| Altri giocatori: Pedro Obiang (35), Nicholas Pierini (31), Luca Moro (25), Edoardo Iannoni (22), Luca Lipani (22), Cas Odenthal (22), Matteo Lovato (20), Edoardo Pieragnolo (20), Cristian Volpato (18), Yeferson Paz (13), Flavio Russo (12), Giacomo Satalino (10), Simone Verdi (9), Luca Mazzitelli (7), Laurs Skjellerup (5), Janis Antiste (4), Fabrizio Caligara (4), Filippo Missori (4), Justin Kumi (3), Nedim Bajrami (2), Luca D'Andrea (1), Giuseppe Leone (1), Alessandro Russo (1). |                          |

## Risultati

### Tabellone
Ogni riga indica i risultati casalinghi della squadra segnata a inizio della riga, contro le squadre segnate colonna per colonna (che invece avranno giocato l'incontro in trasferta). Al contrario, leggendo la colonna di una squadra si avranno i risultati ottenuti dalla stessa in trasferta, contro le squadre segnate in ogni riga, che invece avranno giocato l'incontro in casa.
|             | BAR  | BRE  | CAR  | CAT  | CES  | CIT  | COS  | CRE  | FRO  | JST  | MAN  | MOD  | PAL  | PIS  | REG  | SAL  | SAM  | SAS  | SPE  | SÜD  |
| ----------- | ---- | ---- | ---- | ---- | ---- | ---- | ---- | ---- | ---- | ---- | ---- | ---- | ---- | ---- | ---- | ---- | ---- | ---- | ---- | ---- |
| Bari        | –––– | 2-2  | 0-0  | 1-1  | 1-0  | 3-2  | 1-1  | 1-1  | 2-1  | 1-3  | 2-0  | 1-2  | 2-1  | 1-0  | 2-2  | 0-0  | 1-1  | 1-1  | 2-0  | 0-1  |
| Brescia     | 1-1  | –––– | 0-0  | 2-3  | 1-1  | 0-1  | 2-3  | 3-2  | 4-0  | 0-0  | 1-2  | 3-3  | 1-0  | 1-2  | 2-1  | 0-0  | 1-1  | 2-5  | 1-1  | 0-0  |
| Carrarese   | 2-1  | 1-2  | –––– | 2-2  | 2-0  | 3-0  | 1-0  | 2-2  | 0-1  | 0-0  | 1-1  | 2-1  | 1-0  | 1-0  | 0-0  | 3-2  | 1-0  | 0-2  | 0-4  | 2-0  |
| Catanzaro   | 3-3  | 2-1  | 3-1  | –––– | 4-2  | 1-0  | 4-0  | 1-2  | 0-0  | 0-0  | 2-2  | 2-2  | 1-3  | 0-0  | 1-1  | 1-0  | 2-2  | 1-1  | 0-1  | 3-0  |
| Cesena      | 1-1  | 2-0  | 2-1  | 2-0  | –––– | 0-0  | 2-1  | 0-1  | 1-1  | 1-2  | 4-2  | 2-2  | 2-1  | 1-1  | 1-1  | 2-0  | 3-5  | 0-2  | 0-0  | 1-0  |
| Cittadella  | 3-1  | 0-1  | 0-0  | 0-0  | 0-2  | –––– | 0-0  | 0-0  | 1-2  | 2-2  | 1-2  | 0-2  | 2-1  | 0-3  | 3-1  | 0-2  | 0-0  | 1-2  | 0-2  | 1-5  |
| Cosenza     | 1-0  | 1-1  | 1-0  | 1-1  | 0-1  | 0-1  | –––– | 1-0  | 0-1  | 1-1  | 2-2  | 1-1  | 0-3  | 0-3  | 1-0  | 1-1  | 2-1  | 0-1  | 0-0  | 0-2  |
| Cremonese   | 1-1  | 1-1  | 1-0  | 4-0  | 1-2  | 2-2  | 3-1  | –––– | 1-0  | 1-1  | 4-2  | 2-2  | 0-1  | 1-3  | 0-2  | 2-1  | 1-1  | 1-1  | 1-1  | 3-1  |
| Frosinone   | 0-3  | 2-1  | 0-1  | 1-1  | 3-2  | 1-1  | 2-2  | 0-3  | –––– | 0-0  | 2-1  | 1-1  | 1-1  | 0-0  | 1-1  | 2-0  | 2-2  | 1-2  | 2-2  | 0-3  |
| Juve Stabia | 3-1  | 0-0  | 2-1  | 2-0  | 1-0  | 0-1  | 3-0  | 1-2  | 1-1  | –––– | 1-0  | 2-1  | 1-3  | 2-0  | 1-2  | 1-0  | 0-0  | 2-2  | 0-3  | 2-1  |
| Mantova     | 0-1  | 1-1  | 2-1  | 0-0  | 3-0  | 1-0  | 3-2  | 1-0  | 3-1  | 1-1  | –––– | 0-0  | 0-0  | 2-3  | 0-2  | 1-0  | 2-2  | 0-3  | 2-2  | 2-0  |
| Modena      | 2-1  | 2-2  | 2-0  | 2-1  | 0-1  | 0-1  | 1-1  | 2-2  | 1-1  | 3-0  | 3-1  | –––– | 2-2  | 1-0  | 2-3  | 1-1  | 1-3  | 1-3  | 1-1  | 0-0  |
| Palermo     | 1-0  | 1-0  | 1-1  | 1-2  | 0-0  | 0-1  | 1-1  | 2-3  | 2-0  | 1-0  | 2-2  | 2-0  | –––– | 1-2  | 2-0  | 0-1  | 1-1  | 5-3  | 2-0  | 1-2  |
| Pisa        | 2-0  | 2-1  | 2-1  | 0-0  | 3-1  | 0-1  | 2-2  | 2-1  | 1-0  | 3-1  | 3-1  | 1-2  | 2-0  | –––– | 2-1  | 1-0  | 3-0  | 3-1  | 2-2  | 3-3  |
| Reggiana    | 0-0  | 2-0  | 2-2  | 2-2  | 0-1  | 2-1  | 0-1  | 1-2  | 2-0  | 2-1  | 2-2  | 0-1  | 2-1  | 0-2  | –––– | 0-0  | 2-2  | 0-2  | 2-1  | 1-3  |
| Salernitana | 0-2  | 0-0  | 4-1  | 0-0  | 1-1  | 2-1  | 3-1  | 1-0  | 1-1  | 1-2  | 2-0  | 1-0  | 1-2  | 2-3  | 2-1  | –––– | 3-2  | 1-2  | 0-2  | 2-1  |
| Sampdoria   | 0-0  | 0-1  | 1-1  | 3-3  | 1-2  | 1-0  | 1-0  | 0-0  | 0-3  | 1-2  | 1-0  | 1-0  | 1-1  | 0-1  | 0-1  | 1-0  | –––– | 0-0  | 0-0  | 1-0  |
| Sassuolo    | 1-1  | 2-0  | 2-0  | 0-2  | 2-1  | 6-1  | 2-1  | 1-4  | 0-1  | 2-0  | 1-0  | 2-0  | 2-1  | 1-0  | 5-1  | 4-0  | 5-1  | –––– | 0-0  | 5-3  |
| Spezia      | 0-0  | 0-1  | 4-2  | 0-1  | 2-1  | 5-0  | 3-1  | 2-3  | 2-1  | 1-1  | 1-1  | 1-0  | 2-2  | 3-2  | 1-0  | 2-0  | 2-0  | 2-1  | –––– | 3-0  |
| Südtirol    | 0-0  | 1-2  | 2-2  | 1-1  | 1-1  | 1-2  | 2-1  | 0-4  | 1-1  | 2-0  | 2-2  | 2-1  | 1-3  | 1-2  | 2-0  | 3-2  | 2-1  | 0-1  | 1-1  | –––– |

### Calendario
Il calendario è stato sorteggiato il 10 luglio 2024 a La Spezia.

#### Girone di andata
|         | 1ª giornata            |     |
|         |                        |     |
| 17 ago. | Bari-Juve Stabia       | 1-3 |
| 16 ago. | Brescia-Palermo        | 1-0 |
| 18 ago. | Catanzaro-Sassuolo     | 1-1 |
| 18 ago. | Cesena-Carrarese       | 2-1 |
| 18 ago. | Cosenza-Cremonese      | 1-0 |
| 18 ago. | Frosinone-Sampdoria    | 2-2 |
| 17 ago. | Pisa-Spezia            | 2-2 |
| 18 ago. | Reggiana-Mantova       | 2-2 |
| 17 ago. | Salernitana-Cittadella | 2-1 |
| 17 ago. | Südtirol-Modena        | 2-1 |

|         | 2ª giornata           |     |
|         |                       |     |
| 24 ago. | Brescia-Cittadella    | 0-1 |
| 25 ago. | Catanzaro-Juve Stabia | 0-0 |
| 24 ago. | Cremonese-Carrarese   | 1-0 |
| 25 ago. | Mantova-Cosenza       | 3-2 |
| 23 ago. | Modena-Bari           | 2-1 |
| 24 ago. | Pisa-Palermo          | 2-0 |
| 24 ago. | Sampdoria-Reggiana    | 0-1 |
| 24 ago. | Sassuolo-Cesena       | 2-1 |
| 24 ago. | Spezia-Frosinone      | 2-1 |
| 24 ago. | Südtirol-Salernitana  | 3-2 |

|         | 1ª giornata            |     |
|         |                        |     |
| 17 ago. | Bari-Juve Stabia       | 1-3 |
| 16 ago. | Brescia-Palermo        | 1-0 |
| 18 ago. | Catanzaro-Sassuolo     | 1-1 |
| 18 ago. | Cesena-Carrarese       | 2-1 |
| 18 ago. | Cosenza-Cremonese      | 1-0 |
| 18 ago. | Frosinone-Sampdoria    | 2-2 |
| 17 ago. | Pisa-Spezia            | 2-2 |
| 18 ago. | Reggiana-Mantova       | 2-2 |
| 17 ago. | Salernitana-Cittadella | 2-1 |
| 17 ago. | Südtirol-Modena        | 2-1 |

|         | 2ª giornata           |     |
|         |                       |     |
| 24 ago. | Brescia-Cittadella    | 0-1 |
| 25 ago. | Catanzaro-Juve Stabia | 0-0 |
| 24 ago. | Cremonese-Carrarese   | 1-0 |
| 25 ago. | Mantova-Cosenza       | 3-2 |
| 23 ago. | Modena-Bari           | 2-1 |
| 24 ago. | Pisa-Palermo          | 2-0 |
| 24 ago. | Sampdoria-Reggiana    | 0-1 |
| 24 ago. | Sassuolo-Cesena       | 2-1 |
| 24 ago. | Spezia-Frosinone      | 2-1 |
| 24 ago. | Südtirol-Salernitana  | 3-2 |

|         | 3ª giornata           |     |
|         |                       |     |
| 27 ago. | Bari-Sassuolo         | 1-1 |
| 27 ago. | Carrarese-Südtirol    | 2-0 |
| 28 ago. | Cesena-Catanzaro      | 2-0 |
| a tav.  | Cittadella-Pisa       | 0-3 |
| 28 ago. | Cosenza-Spezia        | 0-0 |
| 27 ago. | Cremonese-Palermo     | 0-1 |
| 27 ago. | Frosinone-Modena      | 1-1 |
| 28 ago. | Juve Stabia-Mantova   | 1-0 |
| 27 ago. | Reggiana-Brescia      | 2-0 |
| 27 ago. | Salernitana-Sampdoria | 3-2 |

|         | 4ª giornata           |     |
|         |                       |     |
| 1º set. | Catanzaro-Carrarese   | 3-1 |
| 1º set. | Frosinone-Juve Stabia | 0-0 |
| 1º set. | Mantova-Salernitana   | 1-0 |
| 31 ago. | Modena-Cittadella     | 0-1 |
| 1º set. | Palermo-Cosenza       | 1-1 |
| 31 ago. | Pisa-Reggiana         | 2-1 |
| 31 ago. | Sampdoria-Bari        | 0-0 |
| 31 ago. | Sassuolo-Cremonese    | 1-4 |
| 1º set. | Spezia-Cesena         | 2-1 |
| 31 ago. | Südtirol-Brescia      | 1-2 |

|         | 3ª giornata           |     |
|         |                       |     |
| 27 ago. | Bari-Sassuolo         | 1-1 |
| 27 ago. | Carrarese-Südtirol    | 2-0 |
| 28 ago. | Cesena-Catanzaro      | 2-0 |
| a tav.  | Cittadella-Pisa       | 0-3 |
| 28 ago. | Cosenza-Spezia        | 0-0 |
| 27 ago. | Cremonese-Palermo     | 0-1 |
| 27 ago. | Frosinone-Modena      | 1-1 |
| 28 ago. | Juve Stabia-Mantova   | 1-0 |
| 27 ago. | Reggiana-Brescia      | 2-0 |
| 27 ago. | Salernitana-Sampdoria | 3-2 |

|         | 4ª giornata           |     |
|         |                       |     |
| 1º set. | Catanzaro-Carrarese   | 3-1 |
| 1º set. | Frosinone-Juve Stabia | 0-0 |
| 1º set. | Mantova-Salernitana   | 1-0 |
| 31 ago. | Modena-Cittadella     | 0-1 |
| 1º set. | Palermo-Cosenza       | 1-1 |
| 31 ago. | Pisa-Reggiana         | 2-1 |
| 31 ago. | Sampdoria-Bari        | 0-0 |
| 31 ago. | Sassuolo-Cremonese    | 1-4 |
| 1º set. | Spezia-Cesena         | 2-1 |
| 31 ago. | Südtirol-Brescia      | 1-2 |

|         | 5ª giornata          |     |
|         |                      |     |
| 14 set. | Bari-Mantova         | 2-0 |
| 14 set. | Brescia-Frosinone    | 4-0 |
| 15 set. | Carrarese-Sassuolo   | 0-2 |
| 13 set. | Cesena-Modena        | 2-2 |
| 14 set. | Cittadella-Catanzaro | 0-0 |
| 15 set. | Cosenza-Sampdoria    | 2-1 |
| 14 set. | Cremonese-Spezia     | 1-1 |
| 14 set. | Juve Stabia-Palermo  | 1-3 |
| 15 set. | Reggiana-Südtirol    | 1-3 |
| 15 set. | Salernitana-Pisa     | 2-3 |

|         | 6ª giornata          |     |
|         |                      |     |
| 20 set. | Catanzaro-Cremonese  | 1-2 |
| 21 set. | Cosenza-Sassuolo     | 0-1 |
| 22 set. | Frosinone-Bari       | 0-3 |
| 22 set. | Mantova-Cittadella   | 1-0 |
| 21 set. | Modena-Juve Stabia   | 3-0 |
| 21 set. | Palermo-Cesena       | 0-0 |
| 21 set. | Pisa-Brescia         | 2-1 |
| 21 set. | Reggiana-Salernitana | 0-0 |
| 21 set. | Sampdoria-Südtirol   | 1-0 |
| 22 set. | Spezia-Carrarese     | 4-2 |

|         | 5ª giornata          |     |
|         |                      |     |
| 14 set. | Bari-Mantova         | 2-0 |
| 14 set. | Brescia-Frosinone    | 4-0 |
| 15 set. | Carrarese-Sassuolo   | 0-2 |
| 13 set. | Cesena-Modena        | 2-2 |
| 14 set. | Cittadella-Catanzaro | 0-0 |
| 15 set. | Cosenza-Sampdoria    | 2-1 |
| 14 set. | Cremonese-Spezia     | 1-1 |
| 14 set. | Juve Stabia-Palermo  | 1-3 |
| 15 set. | Reggiana-Südtirol    | 1-3 |
| 15 set. | Salernitana-Pisa     | 2-3 |

|         | 6ª giornata          |     |
|         |                      |     |
| 20 set. | Catanzaro-Cremonese  | 1-2 |
| 21 set. | Cosenza-Sassuolo     | 0-1 |
| 22 set. | Frosinone-Bari       | 0-3 |
| 22 set. | Mantova-Cittadella   | 1-0 |
| 21 set. | Modena-Juve Stabia   | 3-0 |
| 21 set. | Palermo-Cesena       | 0-0 |
| 21 set. | Pisa-Brescia         | 2-1 |
| 21 set. | Reggiana-Salernitana | 0-0 |
| 21 set. | Sampdoria-Südtirol   | 1-0 |
| 22 set. | Spezia-Carrarese     | 4-2 |

|         | 7ª giornata           |     |
|         |                       |     |
| 28 set. | Bari-Cosenza          | 1-1 |
| 30 set. | Brescia-Cremonese     | 3-2 |
| 28 set. | Carrarese-Reggiana    | 0-0 |
| 29 set. | Cesena-Mantova        | 4-2 |
| 27 set. | Cittadella-Frosinone  | 1-2 |
| 29 set. | Juve Stabia-Pisa      | 2-0 |
| 29 set. | Modena-Sampdoria      | 1-3 |
| 29 set. | Salernitana-Catanzaro | 0-0 |
| 28 set. | Sassuolo-Spezia       | 0-0 |
| 30 set. | Südtirol-Palermo      | 1-3 |

|        | 8ª giornata           |     |
|        |                       |     |
| 6 ott. | Catanzaro-Modena      | 2-2 |
| 6 ott. | Cosenza-Südtirol      | 0-2 |
| 6 ott. | Cremonese-Bari        | 1-1 |
| 5 ott. | Frosinone-Carrarese   | 0-1 |
| 6 ott. | Mantova-Brescia       | 1-1 |
| 6 ott. | Palermo-Salernitana   | 0-1 |
| 5 ott. | Pisa-Cesena           | 3-1 |
| 4 ott. | Sampdoria-Juve Stabia | 1-2 |
| 5 ott. | Sassuolo-Cittadella   | 6-1 |
| 5 ott. | Spezia-Reggiana       | 1-0 |

|         | 7ª giornata           |     |
|         |                       |     |
| 28 set. | Bari-Cosenza          | 1-1 |
| 30 set. | Brescia-Cremonese     | 3-2 |
| 28 set. | Carrarese-Reggiana    | 0-0 |
| 29 set. | Cesena-Mantova        | 4-2 |
| 27 set. | Cittadella-Frosinone  | 1-2 |
| 29 set. | Juve Stabia-Pisa      | 2-0 |
| 29 set. | Modena-Sampdoria      | 1-3 |
| 29 set. | Salernitana-Catanzaro | 0-0 |
| 28 set. | Sassuolo-Spezia       | 0-0 |
| 30 set. | Südtirol-Palermo      | 1-3 |

|        | 8ª giornata           |     |
|        |                       |     |
| 6 ott. | Catanzaro-Modena      | 2-2 |
| 6 ott. | Cosenza-Südtirol      | 0-2 |
| 6 ott. | Cremonese-Bari        | 1-1 |
| 5 ott. | Frosinone-Carrarese   | 0-1 |
| 6 ott. | Mantova-Brescia       | 1-1 |
| 6 ott. | Palermo-Salernitana   | 0-1 |
| 5 ott. | Pisa-Cesena           | 3-1 |
| 4 ott. | Sampdoria-Juve Stabia | 1-2 |
| 5 ott. | Sassuolo-Cittadella   | 6-1 |
| 5 ott. | Spezia-Reggiana       | 1-0 |

|         | 9ª giornata           |     |
|         |                       |     |
| 18 ott. | Bari-Catanzaro        | 1-1 |
| 19 ott. | Brescia-Sassuolo      | 2-5 |
| 20 ott. | Carrarese-Mantova     | 1-1 |
| 20 ott. | Cesena-Sampdoria      | 3-5 |
| 19 ott. | Cittadella-Cosenza    | 0-0 |
| 20 ott. | Juve Stabia-Cremonese | 1-2 |
| 19 ott. | Modena-Palermo        | 2-2 |
| 20 ott. | Reggiana-Frosinone    | 2-0 |
| 19 ott. | Salernitana-Spezia    | 0-2 |
| 19 ott. | Südtirol-Pisa         | 1-2 |

|         | 10ª giornata          |     |
|         |                       |     |
| 26 ott. | Carrarese-Cittadella  | 3-0 |
| 27 ott. | Catanzaro-Südtirol    | 3-0 |
| 26 ott. | Cesena-Brescia        | 2-0 |
| 26 ott. | Cosenza-Juve Stabia   | 1-1 |
| 26 ott. | Cremonese-Salernitana | 2-1 |
| 27 ott. | Frosinone-Pisa        | 0-0 |
| 26 ott. | Palermo-Reggiana      | 2-0 |
| 27 ott. | Sampdoria-Mantova     | 1-0 |
| 26 ott. | Sassuolo-Modena       | 2-0 |
| 26 ott. | Spezia-Bari           | 0-0 |

|         | 9ª giornata           |     |
|         |                       |     |
| 18 ott. | Bari-Catanzaro        | 1-1 |
| 19 ott. | Brescia-Sassuolo      | 2-5 |
| 20 ott. | Carrarese-Mantova     | 1-1 |
| 20 ott. | Cesena-Sampdoria      | 3-5 |
| 19 ott. | Cittadella-Cosenza    | 0-0 |
| 20 ott. | Juve Stabia-Cremonese | 1-2 |
| 19 ott. | Modena-Palermo        | 2-2 |
| 20 ott. | Reggiana-Frosinone    | 2-0 |
| 19 ott. | Salernitana-Spezia    | 0-2 |
| 19 ott. | Südtirol-Pisa         | 1-2 |

|         | 10ª giornata          |     |
|         |                       |     |
| 26 ott. | Carrarese-Cittadella  | 3-0 |
| 27 ott. | Catanzaro-Südtirol    | 3-0 |
| 26 ott. | Cesena-Brescia        | 2-0 |
| 26 ott. | Cosenza-Juve Stabia   | 1-1 |
| 26 ott. | Cremonese-Salernitana | 2-1 |
| 27 ott. | Frosinone-Pisa        | 0-0 |
| 26 ott. | Palermo-Reggiana      | 2-0 |
| 27 ott. | Sampdoria-Mantova     | 1-0 |
| 26 ott. | Sassuolo-Modena       | 2-0 |
| 26 ott. | Spezia-Bari           | 0-0 |

|         | 11ª giornata         |     |
|         |                      |     |
| 29 ott. | Bari-Carrarese       | 0-0 |
| 29 ott. | Brescia-Spezia       | 1-1 |
| 30 ott. | Cittadella-Sampdoria | 0-0 |
| 29 ott. | Juve Stabia-Sassuolo | 2-2 |
| 30 ott. | Mantova-Palermo      | 0-0 |
| 29 ott. | Modena-Cremonese     | 2-2 |
| 30 ott. | Pisa-Catanzaro       | 0-0 |
| 29 ott. | Reggiana-Cosenza     | 0-1 |
| 29 ott. | Salernitana-Cesena   | 1-1 |
| 30 ott. | Südtirol-Frosinone   | 1-1 |

|        | 12ª giornata          |     |
|        |                       |     |
| 2 nov. | Bari-Reggiana         | 2-2 |
| 2 nov. | Carrarese-Juve Stabia | 0-0 |
| 3 nov. | Catanzaro-Frosinone   | 0-0 |
| 3 nov. | Cesena-Südtirol       | 1-0 |
| 3 nov. | Cosenza-Salernitana   | 1-1 |
| 3 nov. | Cremonese-Pisa        | 1-3 |
| 3 nov. | Palermo-Cittadella    | 0-1 |
| 3 nov. | Sampdoria-Brescia     | 0-1 |
| 3 nov. | Sassuolo-Mantova      | 1-0 |
| 2 nov. | Spezia-Modena         | 1-0 |

|         | 11ª giornata         |     |
|         |                      |     |
| 29 ott. | Bari-Carrarese       | 0-0 |
| 29 ott. | Brescia-Spezia       | 1-1 |
| 30 ott. | Cittadella-Sampdoria | 0-0 |
| 29 ott. | Juve Stabia-Sassuolo | 2-2 |
| 30 ott. | Mantova-Palermo      | 0-0 |
| 29 ott. | Modena-Cremonese     | 2-2 |
| 30 ott. | Pisa-Catanzaro       | 0-0 |
| 29 ott. | Reggiana-Cosenza     | 0-1 |
| 29 ott. | Salernitana-Cesena   | 1-1 |
| 30 ott. | Südtirol-Frosinone   | 1-1 |

|        | 12ª giornata          |     |
|        |                       |     |
| 2 nov. | Bari-Reggiana         | 2-2 |
| 2 nov. | Carrarese-Juve Stabia | 0-0 |
| 3 nov. | Catanzaro-Frosinone   | 0-0 |
| 3 nov. | Cesena-Südtirol       | 1-0 |
| 3 nov. | Cosenza-Salernitana   | 1-1 |
| 3 nov. | Cremonese-Pisa        | 1-3 |
| 3 nov. | Palermo-Cittadella    | 0-1 |
| 3 nov. | Sampdoria-Brescia     | 0-1 |
| 3 nov. | Sassuolo-Mantova      | 1-0 |
| 2 nov. | Spezia-Modena         | 1-0 |

|         | 13ª giornata       |     |
|         |                    |     |
| 9 nov.  | Brescia-Cosenza    | 2-3 |
| 10 nov. | Cittadella-Cesena  | 0-2 |
| 8 nov.  | Frosinone-Palermo  | 1-1 |
| 10 nov. | Juve Stabia-Spezia | 0-3 |
| 9 nov.  | Mantova-Cremonese  | 1-0 |
| 9 nov.  | Modena-Carrarese   | 2-0 |
| 9 nov.  | Pisa-Sampdoria     | 3-0 |
| 10 nov. | Reggiana-Catanzaro | 2-2 |
| 10 nov. | Salernitana-Bari   | 0-2 |
| 9 nov.  | Südtirol-Sassuolo  | 0-1 |

|         | 14ª giornata         |     |
|         |                      |     |
| 24 nov. | Bari-Cittadella      | 3-2 |
| 23 nov. | Carrarese-Pisa       | 1-0 |
| 23 nov. | Catanzaro-Mantova    | 2-2 |
| 23 nov. | Cesena-Reggiana      | 1-1 |
| 22 nov. | Cosenza-Modena       | 1-1 |
| 24 nov. | Cremonese-Frosinone  | 1-0 |
| 23 nov. | Juve Stabia-Brescia  | 0-0 |
| 24 nov. | Palermo-Sampdoria    | 1-1 |
| 23 nov. | Sassuolo-Salernitana | 4-0 |
| 24 nov. | Spezia-Südtirol      | 3-0 |

|         | 13ª giornata       |     |
|         |                    |     |
| 9 nov.  | Brescia-Cosenza    | 2-3 |
| 10 nov. | Cittadella-Cesena  | 0-2 |
| 8 nov.  | Frosinone-Palermo  | 1-1 |
| 10 nov. | Juve Stabia-Spezia | 0-3 |
| 9 nov.  | Mantova-Cremonese  | 1-0 |
| 9 nov.  | Modena-Carrarese   | 2-0 |
| 9 nov.  | Pisa-Sampdoria     | 3-0 |
| 10 nov. | Reggiana-Catanzaro | 2-2 |
| 10 nov. | Salernitana-Bari   | 0-2 |
| 9 nov.  | Südtirol-Sassuolo  | 0-1 |

|         | 14ª giornata         |     |
|         |                      |     |
| 24 nov. | Bari-Cittadella      | 3-2 |
| 23 nov. | Carrarese-Pisa       | 1-0 |
| 23 nov. | Catanzaro-Mantova    | 2-2 |
| 23 nov. | Cesena-Reggiana      | 1-1 |
| 22 nov. | Cosenza-Modena       | 1-1 |
| 24 nov. | Cremonese-Frosinone  | 1-0 |
| 23 nov. | Juve Stabia-Brescia  | 0-0 |
| 24 nov. | Palermo-Sampdoria    | 1-1 |
| 23 nov. | Sassuolo-Salernitana | 4-0 |
| 24 nov. | Spezia-Südtirol      | 3-0 |

|         | 15ª giornata           |     |
|         |                        |     |
| 30 nov. | Brescia-Bari           | 1-1 |
| 30 nov. | Cittadella-Juve Stabia | 2-2 |
| 1º dic. | Frosinone-Cesena       | 3-2 |
| 30 nov. | Mantova-Modena         | 0-0 |
| 1º dic. | Palermo-Spezia         | 2-0 |
| 1º dic. | Pisa-Cosenza           | 2-2 |
| 29 nov. | Reggiana-Sassuolo      | 0-2 |
| 1º dic. | Salernitana-Carrarese  | 4-1 |
| 30 nov. | Sampdoria-Catanzaro    | 3-3 |
| 30 nov. | Südtirol-Cremonese     | 0-4 |

|        | 16ª giornata         |     |
|        |                      |     |
| 7 dic. | Bari-Cesena          | 1-0 |
| 7 dic. | Carrarese-Palermo    | 1-0 |
| 8 dic. | Catanzaro-Brescia    | 2-1 |
| 7 dic. | Cosenza-Frosinone    | 0-1 |
| 8 dic. | Cremonese-Reggiana   | 0-2 |
| 6 dic. | Juve Stabia-Südtirol | 2-1 |
| 7 dic. | Mantova-Pisa         | 2-3 |
| 7 dic. | Modena-Salernitana   | 1-1 |
| 8 dic. | Sassuolo-Sampdoria   | 5-1 |
| 8 dic. | Spezia-Cittadella    | 5-0 |

|         | 15ª giornata           |     |
|         |                        |     |
| 30 nov. | Brescia-Bari           | 1-1 |
| 30 nov. | Cittadella-Juve Stabia | 2-2 |
| 1º dic. | Frosinone-Cesena       | 3-2 |
| 30 nov. | Mantova-Modena         | 0-0 |
| 1º dic. | Palermo-Spezia         | 2-0 |
| 1º dic. | Pisa-Cosenza           | 2-2 |
| 29 nov. | Reggiana-Sassuolo      | 0-2 |
| 1º dic. | Salernitana-Carrarese  | 4-1 |
| 30 nov. | Sampdoria-Catanzaro    | 3-3 |
| 30 nov. | Südtirol-Cremonese     | 0-4 |

|        | 16ª giornata         |     |
|        |                      |     |
| 7 dic. | Bari-Cesena          | 1-0 |
| 7 dic. | Carrarese-Palermo    | 1-0 |
| 8 dic. | Catanzaro-Brescia    | 2-1 |
| 7 dic. | Cosenza-Frosinone    | 0-1 |
| 8 dic. | Cremonese-Reggiana   | 0-2 |
| 6 dic. | Juve Stabia-Südtirol | 2-1 |
| 7 dic. | Mantova-Pisa         | 2-3 |
| 7 dic. | Modena-Salernitana   | 1-1 |
| 8 dic. | Sassuolo-Sampdoria   | 5-1 |
| 8 dic. | Spezia-Cittadella    | 5-0 |

|         | 17ª giornata            |     |
|         |                         |     |
| 15 dic. | Brescia-Carrarese       | 0-0 |
| 14 dic. | Cesena-Cosenza          | 2-1 |
| 15 dic. | Cittadella-Cremonese    | 0-0 |
| 14 dic. | Frosinone-Sassuolo      | 1-2 |
| 15 dic. | Palermo-Catanzaro       | 1-2 |
| 13 dic. | Pisa-Bari               | 2-0 |
| 14 dic. | Reggiana-Modena         | 0-1 |
| 15 dic. | Salernitana-Juve Stabia | 1-2 |
| 14 dic. | Sampdoria-Spezia        | 0-0 |
| 14 dic. | Südtirol-Mantova        | 2-2 |

|         | 18ª giornata        |     |
|         |                     |     |
| 21 dic. | Bari-Südtirol       | 0-1 |
| 21 dic. | Carrarese-Cosenza   | 1-0 |
| 21 dic. | Catanzaro-Spezia    | 0-1 |
| 21 dic. | Cittadella-Reggiana | 3-1 |
| 22 dic. | Cremonese-Sampdoria | 1-1 |
| 22 dic. | Juve Stabia-Cesena  | 1-0 |
| 21 dic. | Mantova-Frosinone   | 3-1 |
| 21 dic. | Modena-Pisa         | 1-0 |
| 20 dic. | Salernitana-Brescia | 0-0 |
| 21 dic. | Sassuolo-Palermo    | 2-1 |

|         | 17ª giornata            |     |
|         |                         |     |
| 15 dic. | Brescia-Carrarese       | 0-0 |
| 14 dic. | Cesena-Cosenza          | 2-1 |
| 15 dic. | Cittadella-Cremonese    | 0-0 |
| 14 dic. | Frosinone-Sassuolo      | 1-2 |
| 15 dic. | Palermo-Catanzaro       | 1-2 |
| 13 dic. | Pisa-Bari               | 2-0 |
| 14 dic. | Reggiana-Modena         | 0-1 |
| 15 dic. | Salernitana-Juve Stabia | 1-2 |
| 14 dic. | Sampdoria-Spezia        | 0-0 |
| 14 dic. | Südtirol-Mantova        | 2-2 |

|         | 18ª giornata        |     |
|         |                     |     |
| 21 dic. | Bari-Südtirol       | 0-1 |
| 21 dic. | Carrarese-Cosenza   | 1-0 |
| 21 dic. | Catanzaro-Spezia    | 0-1 |
| 21 dic. | Cittadella-Reggiana | 3-1 |
| 22 dic. | Cremonese-Sampdoria | 1-1 |
| 22 dic. | Juve Stabia-Cesena  | 1-0 |
| 21 dic. | Mantova-Frosinone   | 3-1 |
| 21 dic. | Modena-Pisa         | 1-0 |
| 20 dic. | Salernitana-Brescia | 0-0 |
| 21 dic. | Sassuolo-Palermo    | 2-1 |

| \| \| 19ª giornata \| \| \| \| \| \| \| 26 dic. \| Brescia-Modena \| 3-3 \| \| 26 dic. \| Cesena-Cremonese \| 0-1 \| \| 26 dic. \| Cosenza-Catanzaro \| 1-1 \| \| 26 dic. \| Frosinone-Salernitana \| 2-0 \| \| 26 dic. \| Palermo-Bari \| 1-0 \| \| 26 dic. \| Pisa-Sassuolo \| 3-1 \| \| 26 dic. \| Reggiana-Juve Stabia \| 2-1 \| \| 26 dic. \| Sampdoria-Carrarese \| 1-1 \| \| 26 dic. \| Spezia-Mantova \| 1-1 \| \| 26 dic. \| Südtirol-Cittadella \| 1-2 \| |                       |     |
| | 19ª giornata          |     |
| |                       |     |
| 26 dic. | Brescia-Modena        | 3-3 |
| 26 dic. | Cesena-Cremonese      | 0-1 |
| 26 dic. | Cosenza-Catanzaro     | 1-1 |
| 26 dic. | Frosinone-Salernitana | 2-0 |
| 26 dic. | Palermo-Bari          | 1-0 |
| 26 dic. | Pisa-Sassuolo         | 3-1 |
| 26 dic. | Reggiana-Juve Stabia  | 2-1 |
| 26 dic. | Sampdoria-Carrarese   | 1-1 |
| 26 dic. | Spezia-Mantova        | 1-1 |
| 26 dic. | Südtirol-Cittadella   | 1-2 |

|         | 19ª giornata          |     |
|         |                       |     |
| 26 dic. | Brescia-Modena        | 3-3 |
| 26 dic. | Cesena-Cremonese      | 0-1 |
| 26 dic. | Cosenza-Catanzaro     | 1-1 |
| 26 dic. | Frosinone-Salernitana | 2-0 |
| 26 dic. | Palermo-Bari          | 1-0 |
| 26 dic. | Pisa-Sassuolo         | 3-1 |
| 26 dic. | Reggiana-Juve Stabia  | 2-1 |
| 26 dic. | Sampdoria-Carrarese   | 1-1 |
| 26 dic. | Spezia-Mantova        | 1-1 |
| 26 dic. | Südtirol-Cittadella   | 1-2 |

#### Girone di ritorno
|         | 20ª giornata          |     |
|         |                       |     |
| 29 dic. | Bari-Spezia           | 2-0 |
| 29 dic. | Carrarese-Cesena      | 2-0 |
| 29 dic. | Catanzaro-Salernitana | 1-0 |
| 29 dic. | Cittadella-Palermo    | 2-1 |
| 29 dic. | Cremonese-Brescia     | 1-1 |
| 29 dic. | Juve Stabia-Frosinone | 1-1 |
| 29 dic. | Mantova-Reggiana      | 0-2 |
| 29 dic. | Modena-Südtirol       | 0-0 |
| 29 dic. | Sampdoria-Pisa        | 0-1 |
| 29 dic. | Sassuolo-Cosenza      | 2-1 |

|         | 21ª giornata         |     |
|         |                      |     |
| 12 gen. | Brescia-Sampdoria    | 1-1 |
| 12 gen. | Cesena-Cittadella    | 0-0 |
| 12 gen. | Cosenza-Mantova      | 2-2 |
| 12 gen. | Frosinone-Cremonese  | 0-3 |
| 12 gen. | Palermo-Modena       | 2-0 |
| 13 gen. | Pisa-Carrarese       | 2-1 |
| 12 gen. | Reggiana-Bari        | 0-0 |
| 12 gen. | Salernitana-Sassuolo | 1-2 |
| 12 gen. | Spezia-Juve Stabia   | 1-1 |
| 12 gen. | Südtirol-Catanzaro   | 1-1 |

|         | 20ª giornata          |     |
|         |                       |     |
| 29 dic. | Bari-Spezia           | 2-0 |
| 29 dic. | Carrarese-Cesena      | 2-0 |
| 29 dic. | Catanzaro-Salernitana | 1-0 |
| 29 dic. | Cittadella-Palermo    | 2-1 |
| 29 dic. | Cremonese-Brescia     | 1-1 |
| 29 dic. | Juve Stabia-Frosinone | 1-1 |
| 29 dic. | Mantova-Reggiana      | 0-2 |
| 29 dic. | Modena-Südtirol       | 0-0 |
| 29 dic. | Sampdoria-Pisa        | 0-1 |
| 29 dic. | Sassuolo-Cosenza      | 2-1 |

|         | 21ª giornata         |     |
|         |                      |     |
| 12 gen. | Brescia-Sampdoria    | 1-1 |
| 12 gen. | Cesena-Cittadella    | 0-0 |
| 12 gen. | Cosenza-Mantova      | 2-2 |
| 12 gen. | Frosinone-Cremonese  | 0-3 |
| 12 gen. | Palermo-Modena       | 2-0 |
| 13 gen. | Pisa-Carrarese       | 2-1 |
| 12 gen. | Reggiana-Bari        | 0-0 |
| 12 gen. | Salernitana-Sassuolo | 1-2 |
| 12 gen. | Spezia-Juve Stabia   | 1-1 |
| 12 gen. | Südtirol-Catanzaro   | 1-1 |

|         | 22ª giornata         |     |
|         |                      |     |
| 18 gen. | Bari-Brescia         | 2-2 |
| 19 gen. | Carrarese-Spezia     | 0-4 |
| 19 gen. | Catanzaro-Pisa       | 0-0 |
| 18 gen. | Cittadella-Mantova   | 1-2 |
| 18 gen. | Cremonese-Cosenza    | 3-1 |
| 18 gen. | Modena-Frosinone     | 1-1 |
| 19 gen. | Palermo-Juve Stabia  | 1-0 |
| 18 gen. | Salernitana-Reggiana | 2-1 |
| 17 gen. | Sampdoria-Cesena     | 1-2 |
| 19 gen. | Sassuolo-Südtirol    | 5-3 |

|         | 23ª giornata          |     |
|         |                       |     |
| 26 gen. | Brescia-Catanzaro     | 2-3 |
| 25 gen. | Cesena-Bari           | 1-1 |
| 25 gen. | Cosenza-Cittadella    | 0-1 |
| 26 gen. | Cremonese-Modena      | 2-2 |
| 25 gen. | Frosinone-Südtirol    | 0-3 |
| 25 gen. | Juve Stabia-Carrarese | 2-1 |
| 25 gen. | Mantova-Sampdoria     | 2-2 |
| 26 gen. | Pisa-Salernitana      | 1-0 |
| 26 gen. | Reggiana-Palermo      | 2-1 |
| 24 gen. | Spezia-Sassuolo       | 2-1 |

|         | 22ª giornata         |     |
|         |                      |     |
| 18 gen. | Bari-Brescia         | 2-2 |
| 19 gen. | Carrarese-Spezia     | 0-4 |
| 19 gen. | Catanzaro-Pisa       | 0-0 |
| 18 gen. | Cittadella-Mantova   | 1-2 |
| 18 gen. | Cremonese-Cosenza    | 3-1 |
| 18 gen. | Modena-Frosinone     | 1-1 |
| 19 gen. | Palermo-Juve Stabia  | 1-0 |
| 18 gen. | Salernitana-Reggiana | 2-1 |
| 17 gen. | Sampdoria-Cesena     | 1-2 |
| 19 gen. | Sassuolo-Südtirol    | 5-3 |

|         | 23ª giornata          |     |
|         |                       |     |
| 26 gen. | Brescia-Catanzaro     | 2-3 |
| 25 gen. | Cesena-Bari           | 1-1 |
| 25 gen. | Cosenza-Cittadella    | 0-1 |
| 26 gen. | Cremonese-Modena      | 2-2 |
| 25 gen. | Frosinone-Südtirol    | 0-3 |
| 25 gen. | Juve Stabia-Carrarese | 2-1 |
| 25 gen. | Mantova-Sampdoria     | 2-2 |
| 26 gen. | Pisa-Salernitana      | 1-0 |
| 26 gen. | Reggiana-Palermo      | 2-1 |
| 24 gen. | Spezia-Sassuolo       | 2-1 |

|         | 24ª giornata          |     |
|         |                       |     |
| 2 feb.  | Bari-Frosinone        | 2-1 |
| 2 feb.  | Carrarese-Brescia     | 1-2 |
| 1º feb. | Catanzaro-Cesena      | 4-2 |
| 1º feb. | Cittadella-Spezia     | 0-2 |
| 1º feb. | Modena-Mantova        | 3-1 |
| 31 gen. | Palermo-Pisa          | 1-2 |
| 2 feb.  | Salernitana-Cremonese | 1-0 |
| 1º feb. | Sampdoria-Cosenza     | 1-0 |
| 1º feb. | Sassuolo-Juve Stabia  | 2-0 |
| 2 feb.  | Südtirol-Reggiana     | 2-0 |

|        | 25ª giornata        |     |
|        |                     |     |
| 7 feb. | Brescia-Salernitana | 0-0 |
| 8 feb. | Cosenza-Carrarese   | 1-0 |
| 9 feb. | Cremonese-Südtirol  | 3-1 |
| 8 feb. | Frosinone-Catanzaro | 1-1 |
| 9 feb. | Juve Stabia-Bari    | 3-1 |
| 8 feb. | Mantova-Sassuolo    | 0-3 |
| 8 feb. | Pisa-Cittadella     | 0-1 |
| 9 feb. | Reggiana-Cesena     | 0-1 |
| 8 feb. | Sampdoria-Modena    | 1-0 |
| 9 feb. | Spezia-Palermo      | 2-2 |

|         | 24ª giornata          |     |
|         |                       |     |
| 2 feb.  | Bari-Frosinone        | 2-1 |
| 2 feb.  | Carrarese-Brescia     | 1-2 |
| 1º feb. | Catanzaro-Cesena      | 4-2 |
| 1º feb. | Cittadella-Spezia     | 0-2 |
| 1º feb. | Modena-Mantova        | 3-1 |
| 31 gen. | Palermo-Pisa          | 1-2 |
| 2 feb.  | Salernitana-Cremonese | 1-0 |
| 1º feb. | Sampdoria-Cosenza     | 1-0 |
| 1º feb. | Sassuolo-Juve Stabia  | 2-0 |
| 2 feb.  | Südtirol-Reggiana     | 2-0 |

|        | 25ª giornata        |     |
|        |                     |     |
| 7 feb. | Brescia-Salernitana | 0-0 |
| 8 feb. | Cosenza-Carrarese   | 1-0 |
| 9 feb. | Cremonese-Südtirol  | 3-1 |
| 8 feb. | Frosinone-Catanzaro | 1-1 |
| 9 feb. | Juve Stabia-Bari    | 3-1 |
| 8 feb. | Mantova-Sassuolo    | 0-3 |
| 8 feb. | Pisa-Cittadella     | 0-1 |
| 9 feb. | Reggiana-Cesena     | 0-1 |
| 8 feb. | Sampdoria-Modena    | 1-0 |
| 9 feb. | Spezia-Palermo      | 2-2 |

|         | 26ª giornata          |     |
|         |                       |     |
| 15 feb. | Bari-Cremonese        | 1-1 |
| 15 feb. | Carrarese-Salernitana | 3-2 |
| 14 feb. | Catanzaro-Cittadella  | 1-0 |
| 16 feb. | Cesena-Pisa           | 1-1 |
| 16 feb. | Frosinone-Reggiana    | 1-1 |
| 16 feb. | Juve Stabia-Cosenza   | 3-0 |
| 15 feb. | Modena-Spezia         | 1-1 |
| 16 feb. | Palermo-Mantova       | 2-2 |
| 15 feb. | Sassuolo-Brescia      | 2-0 |
| 15 feb. | Südtirol-Sampdoria    | 2-1 |

|         | 27ª giornata          |     |
|         |                       |     |
| 23 feb. | Brescia-Südtirol      | 0-0 |
| 22 feb. | Cittadella-Modena     | 0-2 |
| 23 feb. | Cosenza-Palermo       | 0-3 |
| 22 feb. | Cremonese-Cesena      | 1-2 |
| 22 feb. | Mantova-Bari          | 0-1 |
| 22 feb. | Pisa-Juve Stabia      | 3-1 |
| 22 feb. | Reggiana-Carrarese    | 2-2 |
| 23 feb. | Salernitana-Frosinone | 1-1 |
| 21 feb. | Sampdoria-Sassuolo    | 0-0 |
| 23 feb. | Spezia-Catanzaro      | 0-1 |

|         | 26ª giornata          |     |
|         |                       |     |
| 15 feb. | Bari-Cremonese        | 1-1 |
| 15 feb. | Carrarese-Salernitana | 3-2 |
| 14 feb. | Catanzaro-Cittadella  | 1-0 |
| 16 feb. | Cesena-Pisa           | 1-1 |
| 16 feb. | Frosinone-Reggiana    | 1-1 |
| 16 feb. | Juve Stabia-Cosenza   | 3-0 |
| 15 feb. | Modena-Spezia         | 1-1 |
| 16 feb. | Palermo-Mantova       | 2-2 |
| 15 feb. | Sassuolo-Brescia      | 2-0 |
| 15 feb. | Südtirol-Sampdoria    | 2-1 |

|         | 27ª giornata          |     |
|         |                       |     |
| 23 feb. | Brescia-Südtirol      | 0-0 |
| 22 feb. | Cittadella-Modena     | 0-2 |
| 23 feb. | Cosenza-Palermo       | 0-3 |
| 22 feb. | Cremonese-Cesena      | 1-2 |
| 22 feb. | Mantova-Bari          | 0-1 |
| 22 feb. | Pisa-Juve Stabia      | 3-1 |
| 22 feb. | Reggiana-Carrarese    | 2-2 |
| 23 feb. | Salernitana-Frosinone | 1-1 |
| 21 feb. | Sampdoria-Sassuolo    | 0-0 |
| 23 feb. | Spezia-Catanzaro      | 0-1 |

|         | 28ª giornata           |     |
|         |                        |     |
| 2 mar.  | Bari-Sampdoria         | 1-1 |
| 1º mar. | Carrarese-Cremonese    | 2-2 |
| 2 mar.  | Catanzaro-Reggiana     | 1-1 |
| 1º mar. | Cesena-Salernitana     | 2-0 |
| 1º mar. | Frosinone-Mantova      | 2-1 |
| 1º mar. | Juve Stabia-Cittadella | 0-1 |
| 2 mar.  | Modena-Cosenza         | 1-1 |
| 2 mar.  | Palermo-Brescia        | 1-0 |
| 1º mar. | Sassuolo-Pisa          | 1-0 |
| 28 feb. | Südtirol-Spezia        | 1-1 |

|        | 29ª giornata        |     |
|        |                     |     |
| 8 mar. | Brescia-Cesena      | 1-1 |
| 8 mar. | Carrarese-Frosinone | 0-1 |
| 9 mar. | Cittadella-Südtirol | 1-5 |
| 7 mar. | Cosenza-Reggiana    | 1-0 |
| 8 mar. | Cremonese-Catanzaro | 4-0 |
| 8 mar. | Mantova-Juve Stabia | 1-1 |
| 8 mar. | Salernitana-Modena  | 1-0 |
| 8 mar. | Sampdoria-Palermo   | 1-1 |
| 9 mar. | Sassuolo-Bari       | 1-1 |
| 9 mar. | Spezia-Pisa         | 3-2 |

|         | 28ª giornata           |     |
|         |                        |     |
| 2 mar.  | Bari-Sampdoria         | 1-1 |
| 1º mar. | Carrarese-Cremonese    | 2-2 |
| 2 mar.  | Catanzaro-Reggiana     | 1-1 |
| 1º mar. | Cesena-Salernitana     | 2-0 |
| 1º mar. | Frosinone-Mantova      | 2-1 |
| 1º mar. | Juve Stabia-Cittadella | 0-1 |
| 2 mar.  | Modena-Cosenza         | 1-1 |
| 2 mar.  | Palermo-Brescia        | 1-0 |
| 1º mar. | Sassuolo-Pisa          | 1-0 |
| 28 feb. | Südtirol-Spezia        | 1-1 |

|        | 29ª giornata        |     |
|        |                     |     |
| 8 mar. | Brescia-Cesena      | 1-1 |
| 8 mar. | Carrarese-Frosinone | 0-1 |
| 9 mar. | Cittadella-Südtirol | 1-5 |
| 7 mar. | Cosenza-Reggiana    | 1-0 |
| 8 mar. | Cremonese-Catanzaro | 4-0 |
| 8 mar. | Mantova-Juve Stabia | 1-1 |
| 8 mar. | Salernitana-Modena  | 1-0 |
| 8 mar. | Sampdoria-Palermo   | 1-1 |
| 9 mar. | Sassuolo-Bari       | 1-1 |
| 9 mar. | Spezia-Pisa         | 3-2 |

|         | 30ª giornata        |     |
|         |                     |     |
| 15 mar. | Bari-Salernitana    | 0-0 |
| 16 mar. | Catanzaro-Cosenza   | 4-0 |
| 15 mar. | Cesena-Spezia       | 0-0 |
| 15 mar. | Cittadella-Sassuolo | 1-2 |
| 15 mar. | Frosinone-Brescia   | 2-1 |
| 15 mar. | Juve Stabia-Modena  | 2-1 |
| 14 mar. | Palermo-Cremonese   | 2-3 |
| 16 mar. | Pisa-Mantova        | 3-1 |
| 16 mar. | Reggiana-Sampdoria  | 2-2 |
| 16 mar. | Südtirol-Carrarese  | 2-2 |

|         | 31ª giornata         |     |
|         |                      |     |
| 30 mar. | Carrarese-Bari       | 2-1 |
| 30 mar. | Cesena-Juve Stabia   | 1-2 |
| 29 mar. | Cosenza-Pisa         | 0-3 |
| 29 mar. | Cremonese-Cittadella | 2-2 |
| 29 mar. | Mantova-Südtirol     | 2-0 |
| 29 mar. | Modena-Catanzaro     | 2-1 |
| 30 mar. | Salernitana-Palermo  | 1-2 |
| 29 mar. | Sampdoria-Frosinone  | 0-3 |
| 29 mar. | Sassuolo-Reggiana    | 5-1 |
| 28 mar. | Spezia-Brescia       | 0-1 |

|         | 30ª giornata        |     |
|         |                     |     |
| 15 mar. | Bari-Salernitana    | 0-0 |
| 16 mar. | Catanzaro-Cosenza   | 4-0 |
| 15 mar. | Cesena-Spezia       | 0-0 |
| 15 mar. | Cittadella-Sassuolo | 1-2 |
| 15 mar. | Frosinone-Brescia   | 2-1 |
| 15 mar. | Juve Stabia-Modena  | 2-1 |
| 14 mar. | Palermo-Cremonese   | 2-3 |
| 16 mar. | Pisa-Mantova        | 3-1 |
| 16 mar. | Reggiana-Sampdoria  | 2-2 |
| 16 mar. | Südtirol-Carrarese  | 2-2 |

|         | 31ª giornata         |     |
|         |                      |     |
| 30 mar. | Carrarese-Bari       | 2-1 |
| 30 mar. | Cesena-Juve Stabia   | 1-2 |
| 29 mar. | Cosenza-Pisa         | 0-3 |
| 29 mar. | Cremonese-Cittadella | 2-2 |
| 29 mar. | Mantova-Südtirol     | 2-0 |
| 29 mar. | Modena-Catanzaro     | 2-1 |
| 30 mar. | Salernitana-Palermo  | 1-2 |
| 29 mar. | Sampdoria-Frosinone  | 0-3 |
| 29 mar. | Sassuolo-Reggiana    | 5-1 |
| 28 mar. | Spezia-Brescia       | 0-1 |

|        | 32ª giornata            |     |
|        |                         |     |
| 5 apr. | Brescia-Mantova         | 1-2 |
| 6 apr. | Catanzaro-Bari          | 3-3 |
| 5 apr. | Cittadella-Carrarese    | 0-0 |
| 5 apr. | Frosinone-Cosenza       | 2-2 |
| 5 apr. | Juve Stabia-Salernitana | 1-0 |
| 6 apr. | Palermo-Sassuolo        | 5-3 |
| 5 apr. | Pisa-Modena             | 1-2 |
| 4 apr. | Reggiana-Cremonese      | 1-2 |
| 6 apr. | Spezia-Sampdoria        | 2-0 |
| 5 apr. | Südtirol-Cesena         | 1-1 |

|         | 33ª giornata          |     |
|         |                       |     |
| 11 apr. | Bari-Palermo          | 2-1 |
| 12 apr. | Carrarese-Catanzaro   | 2-2 |
| 13 apr. | Cesena-Frosinone      | 1-1 |
| 12 apr. | Cosenza-Brescia       | 1-1 |
| 13 apr. | Cremonese-Juve Stabia | 1-1 |
| 13 apr. | Mantova-Spezia        | 2-2 |
| 12 apr. | Modena-Sassuolo       | 1-3 |
| 12 apr. | Reggiana-Pisa         | 0-2 |
| 12 apr. | Salernitana-Südtirol  | 2-1 |
| 12 apr. | Sampdoria-Cittadella  | 1-0 |

|        | 32ª giornata            |     |
|        |                         |     |
| 5 apr. | Brescia-Mantova         | 1-2 |
| 6 apr. | Catanzaro-Bari          | 3-3 |
| 5 apr. | Cittadella-Carrarese    | 0-0 |
| 5 apr. | Frosinone-Cosenza       | 2-2 |
| 5 apr. | Juve Stabia-Salernitana | 1-0 |
| 6 apr. | Palermo-Sassuolo        | 5-3 |
| 5 apr. | Pisa-Modena             | 1-2 |
| 4 apr. | Reggiana-Cremonese      | 1-2 |
| 6 apr. | Spezia-Sampdoria        | 2-0 |
| 5 apr. | Südtirol-Cesena         | 1-1 |

|         | 33ª giornata          |     |
|         |                       |     |
| 11 apr. | Bari-Palermo          | 2-1 |
| 12 apr. | Carrarese-Catanzaro   | 2-2 |
| 13 apr. | Cesena-Frosinone      | 1-1 |
| 12 apr. | Cosenza-Brescia       | 1-1 |
| 13 apr. | Cremonese-Juve Stabia | 1-1 |
| 13 apr. | Mantova-Spezia        | 2-2 |
| 12 apr. | Modena-Sassuolo       | 1-3 |
| 12 apr. | Reggiana-Pisa         | 0-2 |
| 12 apr. | Salernitana-Südtirol  | 2-1 |
| 12 apr. | Sampdoria-Cittadella  | 1-0 |

|         | 34ª giornata           |     |
|         |                        |     |
| 13 mag. | Brescia-Reggiana       | 2-1 |
| 13 mag. | Cittadella-Salernitana | 0-2 |
| 13 mag. | Juve Stabia-Sampdoria  | 0-0 |
| 13 mag. | Mantova-Catanzaro      | 0-0 |
| 13 mag. | Modena-Cesena          | 0-1 |
| 13 mag. | Palermo-Carrarese      | 1-1 |
| 13 mag. | Pisa-Cremonese         | 2-1 |
| 13 mag. | Sassuolo-Frosinone     | 0-1 |
| 13 mag. | Spezia-Cosenza         | 3-1 |
| 13 mag. | Südtirol-Bari          | 0-0 |

|         | 35ª giornata         |     |
|         |                      |     |
| 25 apr. | Bari-Modena          | 1-2 |
| 25 apr. | Brescia-Pisa         | 1-2 |
| 25 apr. | Carrarese-Sampdoria  | 1-0 |
| 27 apr. | Catanzaro-Palermo    | 1-3 |
| 25 apr. | Cesena-Sassuolo      | 0-2 |
| 25 apr. | Cremonese-Mantova    | 4-2 |
| 25 apr. | Frosinone-Spezia     | 2-2 |
| 25 apr. | Reggiana-Cittadella  | 2-1 |
| 25 apr. | Salernitana-Cosenza  | 3-1 |
| 27 apr. | Südtirol-Juve Stabia | 2-0 |

|         | 34ª giornata           |     |
|         |                        |     |
| 13 mag. | Brescia-Reggiana       | 2-1 |
| 13 mag. | Cittadella-Salernitana | 0-2 |
| 13 mag. | Juve Stabia-Sampdoria  | 0-0 |
| 13 mag. | Mantova-Catanzaro      | 0-0 |
| 13 mag. | Modena-Cesena          | 0-1 |
| 13 mag. | Palermo-Carrarese      | 1-1 |
| 13 mag. | Pisa-Cremonese         | 2-1 |
| 13 mag. | Sassuolo-Frosinone     | 0-1 |
| 13 mag. | Spezia-Cosenza         | 3-1 |
| 13 mag. | Südtirol-Bari          | 0-0 |

|         | 35ª giornata         |     |
|         |                      |     |
| 25 apr. | Bari-Modena          | 1-2 |
| 25 apr. | Brescia-Pisa         | 1-2 |
| 25 apr. | Carrarese-Sampdoria  | 1-0 |
| 27 apr. | Catanzaro-Palermo    | 1-3 |
| 25 apr. | Cesena-Sassuolo      | 0-2 |
| 25 apr. | Cremonese-Mantova    | 4-2 |
| 25 apr. | Frosinone-Spezia     | 2-2 |
| 25 apr. | Reggiana-Cittadella  | 2-1 |
| 25 apr. | Salernitana-Cosenza  | 3-1 |
| 27 apr. | Südtirol-Juve Stabia | 2-0 |

|         | 36ª giornata          |     |
|         |                       |     |
| 1º mag. | Cittadella-Brescia    | 0-1 |
| 1º mag. | Cosenza-Bari          | 1-0 |
| 1º mag. | Juve Stabia-Catanzaro | 2-0 |
| 1º mag. | Mantova-Cesena        | 3-0 |
| 1º mag. | Modena-Reggiana       | 2-3 |
| 1º mag. | Palermo-Südtirol      | 1-2 |
| 1º mag. | Pisa-Frosinone        | 1-0 |
| 1º mag. | Sampdoria-Cremonese   | 0-0 |
| 1º mag. | Sassuolo-Carrarese    | 2-0 |
| 1º mag. | Spezia-Salernitana    | 2-0 |

|        | 37ª giornata         |     |
|        |                      |     |
| 4 mag. | Bari-Pisa            | 1-0 |
| 4 mag. | Brescia-Juve Stabia  | 0-0 |
| 4 mag. | Carrarese-Modena     | 2-1 |
| 4 mag. | Catanzaro-Sampdoria  | 2-2 |
| 4 mag. | Cesena-Palermo       | 2-1 |
| 4 mag. | Cremonese-Sassuolo   | 1-1 |
| 4 mag. | Frosinone-Cittadella | 1-1 |
| 4 mag. | Reggiana-Spezia      | 2-1 |
| 4 mag. | Salernitana-Mantova  | 2-0 |
| 4 mag. | Südtirol-Cosenza     | 2-1 |

|         | 36ª giornata          |     |
|         |                       |     |
| 1º mag. | Cittadella-Brescia    | 0-1 |
| 1º mag. | Cosenza-Bari          | 1-0 |
| 1º mag. | Juve Stabia-Catanzaro | 2-0 |
| 1º mag. | Mantova-Cesena        | 3-0 |
| 1º mag. | Modena-Reggiana       | 2-3 |
| 1º mag. | Palermo-Südtirol      | 1-2 |
| 1º mag. | Pisa-Frosinone        | 1-0 |
| 1º mag. | Sampdoria-Cremonese   | 0-0 |
| 1º mag. | Sassuolo-Carrarese    | 2-0 |
| 1º mag. | Spezia-Salernitana    | 2-0 |

|        | 37ª giornata         |     |
|        |                      |     |
| 4 mag. | Bari-Pisa            | 1-0 |
| 4 mag. | Brescia-Juve Stabia  | 0-0 |
| 4 mag. | Carrarese-Modena     | 2-1 |
| 4 mag. | Catanzaro-Sampdoria  | 2-2 |
| 4 mag. | Cesena-Palermo       | 2-1 |
| 4 mag. | Cremonese-Sassuolo   | 1-1 |
| 4 mag. | Frosinone-Cittadella | 1-1 |
| 4 mag. | Reggiana-Spezia      | 2-1 |
| 4 mag. | Salernitana-Mantova  | 2-0 |
| 4 mag. | Südtirol-Cosenza     | 2-1 |

| \| \| 38ª giornata \| \| \| \| \| \| \| 9 mag. \| Cittadella-Bari \| 3-1 \| \| 9 mag. \| Cosenza-Cesena \| 0-1 \| \| 9 mag. \| Juve Stabia-Reggiana \| 1-2 \| \| 9 mag. \| Mantova-Carrarese \| 2-1 \| \| 9 mag. \| Modena-Brescia \| 2-2 \| \| 9 mag. \| Palermo-Frosinone \| 2-0 \| \| 9 mag. \| Pisa-Südtirol \| 3-3 \| \| 9 mag. \| Sampdoria-Salernitana \| 1-0 \| \| 9 mag. \| Sassuolo-Catanzaro \| 0-2 \| \| 9 mag. \| Spezia-Cremonese \| 2-3 \| |                       |     |
| | 38ª giornata          |     |
| |                       |     |
| 9 mag. | Cittadella-Bari       | 3-1 |
| 9 mag. | Cosenza-Cesena        | 0-1 |
| 9 mag. | Juve Stabia-Reggiana  | 1-2 |
| 9 mag. | Mantova-Carrarese     | 2-1 |
| 9 mag. | Modena-Brescia        | 2-2 |
| 9 mag. | Palermo-Frosinone     | 2-0 |
| 9 mag. | Pisa-Südtirol         | 3-3 |
| 9 mag. | Sampdoria-Salernitana | 1-0 |
| 9 mag. | Sassuolo-Catanzaro    | 0-2 |
| 9 mag. | Spezia-Cremonese      | 2-3 |

|        | 38ª giornata          |     |
|        |                       |     |
| 9 mag. | Cittadella-Bari       | 3-1 |
| 9 mag. | Cosenza-Cesena        | 0-1 |
| 9 mag. | Juve Stabia-Reggiana  | 1-2 |
| 9 mag. | Mantova-Carrarese     | 2-1 |
| 9 mag. | Modena-Brescia        | 2-2 |
| 9 mag. | Palermo-Frosinone     | 2-0 |
| 9 mag. | Pisa-Südtirol         | 3-3 |
| 9 mag. | Sampdoria-Salernitana | 1-0 |
| 9 mag. | Sassuolo-Catanzaro    | 0-2 |
| 9 mag. | Spezia-Cremonese      | 2-3 |

## Spareggi

### Play-off
Il terzo e ultimo posto utile alla promozione in Serie A, qualora il distacco tra la terza e la quarta in classifica non sia superiore a 14 punti, è assegnato tramite play-off a sei (strutturati attraverso un turno preliminare, semifinali e finale), a cui accedono le formazioni classificate dalla terza all'ottava posizione della graduatoria: la quinta affronta l'ottava e la vincitrice gioca poi contro la quarta; la sesta incontra la settima e la vincitrice sfida la terza. Le due vincenti disputano infine la finale per la promozione. Il regolamento dei play-off stabilisce quanto segue:
- I turni preliminari tra quinta e ottava e tra sesta e settima prevedono una partita unica sul campo della meglio piazzata nella stagione regolare. Nel caso di pareggio al termine dei tempi regolamentari, si disputano i supplementari. Se persiste la parità, passa il turno la squadra meglio classificata nella stagione regolare, senza effettuare i tiri di rigore.
- Le semifinali prevedono una gara di andata in casa delle squadre che hanno disputato il turno preliminare e una di ritorno in casa della terza e della quarta classificata nella stagione regolare. In caso di parità nel risultato aggregato, passa in finale la squadra meglio classificata nella stagione regolare, senza la disputa dei supplementari e tantomeno dei tiri di rigore.
- La finale si disputa tra le vincenti delle semifinali con gare di andata e ritorno, quest'ultima in casa della meglio classificata in campionato. In caso di parità, viene promossa in Serie A la squadra meglio classificata nella stagione regolare, senza la disputa dei supplementari e tantomeno dei tiri di rigore. Nel caso in cui le due finaliste avessero terminato la stagione regolare a pari punti, la gara di ritorno prevede i tempi supplementari ed eventuali tiri di rigore.

#### Tabellone
|  | Quarti di finale | Quarti di finale | Quarti di finale |  |  | Semifinali | Semifinali  | Semifinali | Semifinali | Semifinali |   |   | Finale | Finale    | Finale | Finale | Finale |  |
|  |                  |                  |                  |  |  |            |             |            |            |            |   |   |        |           |        |        |        |  |
|  | 5                | Juve Stabia      | 1                |  |  |            |             |            |            |            |   |   |        |           |        |        |        |  |
|  | 8                | Palermo          | 0                |  |  | 5          | Juve Stabia | 2          | 0          | 2          |   |   |        |           |        |        |        |  |
|  |                  |                  |                  |  |  | 4          | Cremonese   | 1          | 3          | 4          |   |   |        |           |        |        |        |  |
|  |                  |                  |                  |  |  |            |             |            |            |            |   |   | 4      | Cremonese | 0      | 3      | 3      |  |
|  | 6                | Catanzaro        | 1                |  |  |            |             | 3          | Spezia     | 0          | 2 | 2 |        |           |        |        |        |  |
|  | 7                | Cesena           | 0                |  |  | 6          | Catanzaro   | 0          | 1          | 1          |   |   |        |           |        |        |        |  |
|  |                  |                  |                  |  |  | 3          | Spezia      | 2          | 2          | 4          |   |   |        |           |        |        |        |  |

#### Turno preliminare
|             | Risultati |         | Luogo e data                            |
| ----------- | --------- | ------- | --------------------------------------- |
| Catanzaro   | 1-0       | Cesena  | Catanzaro, 17 maggio 2025               |
| Juve Stabia | 1-0       | Palermo | Castellammare di Stabia, 17 maggio 2025 |
|             |           |         |                                         |

#### Semifinali
|             | Risultati |             | Luogo e data                            |
| ----------- | --------- | ----------- | --------------------------------------- |
| Catanzaro   | 0-2       | Spezia      | Catanzaro, 21 maggio 2025               |
| Spezia      | 2-1       | Catanzaro   | La Spezia, 25 maggio 2025               |
|             |           |             |                                         |
| Juve Stabia | 2-1       | Cremonese   | Castellammare di Stabia, 21 maggio 2025 |
| Cremonese   | 3-0       | Juve Stabia | Cremona, 25 maggio 2025                 |
|             |           |             |                                         |

#### Finale
|           | Risultati |           | Luogo e data              |
| --------- | --------- | --------- | ------------------------- |
| Cremonese | 0-0       | Spezia    | Cremona, 29 maggio 2025   |
| Spezia    | 2-3       | Cremonese | La Spezia, 1º giugno 2025 |
|           |           |           |                           |

### Play-out
I play-out si disputano tra la sedicesima e la diciassettesima classificata nella stagione regolare, qualora il distacco in classifica tra queste due squadre non superi i 4 punti, con gara di andata in casa della diciassettesima e gara di ritorno in casa della sedicesima. Il regolamento che stabilisce la squadra vincitrice dei play-out è identico a quello della finale dei play-off per la promozione: in caso di parità al termine delle due partite, si salva la squadra che ha ottenuto il miglior piazzamento nella stagione regolare tra le due (in tal caso la squadra al 16º posto), invece il match verrebbe prolungato ai tempi supplementari ed eventualmente ai tiri di rigore qualora le due squadre avessero terminato la stagione regolare a pari punti. 
|             | Risultati    |             | Luogo e data            |
| ----------- | ------------ | ----------- | ----------------------- |
| Sampdoria   | 2-0          | Salernitana | Genova, 15 giugno 2025  |
| Salernitana | 0-3 (a tav.) | Sampdoria   | Salerno, 22 giugno 2025 |
|             |              |             |                         |

## Statistiche

### Squadre

#### Capoliste solitarie
|    | ——  | —— | ——   | ——   | ——   | ——   | ——   | ——   | ——   | ——   | ——   | ——   | ——       | ——       | ——       | ——       | ——       | ——       | ——       | ——       | ——       | ——       | ——       | ——       | ——       | ——       | ——       | ——       | ——       | ——       | ——       | ——       | ——       | ——       | ——       | ——       | ——       | —— |  |
|    | Süd |    | Pisa | Pisa | Pisa | Pisa | Pisa | Pisa | Pisa | Pisa | Pisa | Pisa | Sassuolo | Sassuolo | Sassuolo | Sassuolo | Sassuolo | Sassuolo | Sassuolo | Sassuolo | Sassuolo | Sassuolo | Sassuolo | Sassuolo | Sassuolo | Sassuolo | Sassuolo | Sassuolo | Sassuolo | Sassuolo | Sassuolo | Sassuolo | Sassuolo | Sassuolo | Sassuolo | Sassuolo | Sassuolo |    |  |
|    |     |    |      |      |      |      |      |      |      |      |      |      |          |          |          |          |          |          |          |          |          |          |          |          |          |          |          |          |          |          |          |          |          |          |          |          |          |    |  |
|    |     |    |      |      |      |      |      |      |      |      |      |      |          |          |          |          |          |          |          |          |          |          |          |          |          |          |          |          |          |          |          |          |          |          |          |          |          |    |  |
| 1ª | 2ª  | 3ª | 4ª   | 5ª   | 6ª   | 7ª   | 8ª   | 9ª   | 10ª  | 11ª  | 12ª  | 13ª  | 14ª      | 15ª      | 16ª      | 17ª      | 18ª      | 19ª      | 20ª      | 21ª      | 22ª      | 23ª      | 24ª      | 25ª      | 26ª      | 27ª      | 28ª      | 29ª      | 30ª      | 31ª      | 32ª      | 33ª      | 34ª      | 35ª      | 36ª      | 37ª      | 38ª      |    |  |

#### Classifica in divenire
|             | 1ª | 2ª | 3ª | 4ª | 5ª | 6ª | 7ª | 8ª | 9ª | 10ª | 11ª | 12ª | 13ª | 14ª | 15ª | 16ª | 17ª | 18ª | 19ª | 20ª | 21ª | 22ª | 23ª | 24ª | 25ª | 26ª | 27ª | 28ª | 29ª | 30ª | 31ª | 32ª | 33ª | 34ª | 35ª | 36ª | 37ª | 38ª |
|             |    |    |    |    |    |    |    |    |    |     |     |     |     |     |     |     |     |     |     |     |     |     |     |     |     |     |     |     |     |     |     |     |     |     |     |     |     |     |
| ----------- | -- | -- | -- | -- | -- | -- | -- | -- | -- | --- | --- | --- | --- | --- | --- | --- | --- | --- | --- | --- | --- | --- | --- | --- | --- | --- | --- | --- | --- | --- | --- | --- | --- | --- | --- | --- | --- | --- |
| Bari        | 0  | 0  | 1  | 2  | 5  | 8  | 9  | 10 | 11 | 12  | 13  | 14  | 17  | 20  | 21  | 24  | 24  | 24  | 24  | 27  | 28  | 29  | 30  | 33  | 33  | 34  | 37  | 38  | 39  | 40  | 40  | 41  | 44  | 44* | 44  | 44  | 47  | 48* |
| Brescia     | 3  | 3  | 3  | 6  | 9  | 9  | 12 | 13 | 13 | 13  | 14  | 17  | 17  | 18  | 19  | 19  | 20  | 21  | 22  | 23  | 24  | 25  | 25  | 28  | 29  | 29  | 30  | 30  | 31  | 31  | 34  | 34  | 35  | 35* | 35  | 38  | 39  | 39* |
| Carrarese   | 0  | 0  | 3  | 3  | 3  | 3  | 4  | 7  | 8  | 11  | 12  | 13  | 13  | 16  | 16  | 19  | 20  | 23  | 24  | 27  | 27  | 27  | 27  | 27  | 27  | 30  | 31  | 32  | 32  | 33  | 36  | 37  | 38  | 38* | 41  | 41  | 44  | 45* |
| Catanzaro   | 1  | 2  | 2  | 5  | 6  | 6  | 7  | 8  | 9  | 12  | 13  | 14  | 15  | 16  | 17  | 20  | 23  | 23  | 24  | 27  | 28  | 29  | 32  | 35  | 36  | 39  | 42  | 43  | 43  | 46  | 46  | 47  | 48  | 48* | 48  | 48  | 49  | 53* |
| Cesena      | 3  | 3  | 6  | 6  | 7  | 8  | 11 | 11 | 11 | 14  | 15  | 18  | 21  | 22  | 22  | 22  | 25  | 25  | 25  | 25  | 26  | 29  | 30  | 30  | 33  | 34  | 37  | 40  | 41  | 42  | 42  | 43  | 44  | 44* | 44  | 44  | 47  | 53* |
| Cittadella  | 0  | 3  | 3  | 6  | 7  | 7  | 7  | 7  | 8  | 8   | 9   | 12  | 12  | 12  | 13  | 13  | 14  | 17  | 20  | 23  | 24  | 24  | 27  | 27  | 30  | 30  | 30  | 33  | 33  | 33  | 34  | 35  | 35  | 35  | 35  | 35  | 36  | 39  |
| Cosenza     | 3  | 3  | 0  | 1  | 4  | 4  | 5  | 5  | 6  | 7   | 10  | 11  | 14  | 15  | 16  | 16  | 16  | 16  | 17  | 17  | 18  | 18  | 18  | 18  | 21  | 21  | 21  | 22  | 25  | 25  | 25  | 26  | 27  | 27  | 27  | 30  | 30  | 30  |
| Cremonese   | 0  | 3  | 3  | 6  | 7  | 10 | 10 | 11 | 14 | 17  | 18  | 18  | 18  | 21  | 24  | 24  | 25  | 26  | 29  | 30  | 33  | 36  | 37  | 37  | 40  | 41  | 41  | 42  | 45  | 48  | 49  | 52  | 53  | 53  | 56  | 57  | 58  | 61  |
| Frosinone   | 1  | 1  | 2  | 3  | 3  | 3  | 6  | 6  | 6  | 7   | 8   | 9   | 10  | 10  | 13  | 16  | 16  | 16  | 19  | 20  | 20  | 21  | 21  | 21  | 22  | 23  | 24  | 27  | 30  | 33  | 36  | 37  | 38  | 38* | 39  | 39  | 40  | 43* |
| Juve Stabia | 3  | 4  | 7  | 8  | 8  | 8  | 11 | 14 | 14 | 15  | 16  | 17  | 17  | 18  | 19  | 22  | 25  | 28  | 28  | 29  | 30  | 30  | 33  | 33  | 36  | 39  | 39  | 39  | 40  | 43  | 46  | 49  | 50  | 50* | 50  | 53  | 54  | 55* |
| Mantova     | 1  | 4  | 4  | 7  | 7  | 10 | 10 | 11 | 12 | 12  | 13  | 13  | 16  | 17  | 18  | 18  | 19  | 22  | 23  | 23  | 24  | 27  | 28  | 28  | 28  | 29  | 29  | 29  | 30  | 30  | 33  | 36  | 37  | 37* | 37  | 40  | 40  | 44* |
| Modena      | 0  | 3  | 4  | 4  | 5  | 8  | 8  | 9  | 10 | 10  | 11  | 11  | 14  | 15  | 16  | 17  | 20  | 23  | 24  | 25  | 25  | 26  | 27  | 30  | 30  | 31  | 34  | 35  | 35  | 35  | 38  | 41  | 41  | 41  | 44  | 44  | 44  | 45  |
| Palermo     | 0  | 0  | 3  | 4  | 7  | 8  | 11 | 11 | 12 | 15  | 16  | 16  | 17  | 18  | 21  | 21  | 21  | 21  | 24  | 24  | 27  | 30  | 30  | 30  | 31  | 32  | 35  | 38  | 39  | 39  | 42  | 45  | 45  | 45* | 48  | 48  | 48  | 52* |
| Pisa        | 1  | 4  | 7  | 10 | 13 | 16 | 16 | 19 | 22 | 23  | 24  | 27  | 30  | 30  | 31  | 34  | 37  | 37  | 40  | 43  | 46  | 47  | 50  | 53  | 53  | 54  | 57  | 57  | 57  | 60  | 63  | 63  | 66  | 66* | 69  | 72  | 72  | 76* |
| Reggiana    | 1  | 4  | 7  | 7  | 7  | 8  | 9  | 9  | 12 | 12  | 12  | 13  | 14  | 15  | 15  | 18  | 18  | 18  | 21  | 24  | 25  | 25  | 28  | 28  | 28  | 29  | 30  | 31  | 31  | 32  | 32  | 32  | 32  | 32  | 35  | 38  | 41  | 44  |
| Salernitana | 3  | 3  | 6  | 6  | 6  | 7  | 8  | 11 | 11 | 11  | 12  | 13  | 13  | 13  | 16  | 17  | 17  | 18  | 18  | 18  | 18  | 21  | 21  | 24  | 25  | 25  | 26  | 26  | 29  | 30  | 30  | 30  | 33  | 33* | 36  | 36  | 39  | 42* |
| Sampdoria   | 1  | 1  | 1  | 2  | 2  | 5  | 8  | 8  | 11 | 14  | 15  | 15  | 15  | 16  | 17  | 17  | 18  | 19  | 20  | 20  | 21  | 21  | 22  | 25  | 28  | 28  | 29  | 30  | 31  | 32  | 32  | 32  | 35  | 35* | 35  | 36  | 37  | 41* |
| Sassuolo    | 1  | 4  | 5  | 5  | 8  | 11 | 12 | 15 | 18 | 21  | 22  | 25  | 28  | 31  | 34  | 37  | 40  | 43  | 43  | 46  | 49  | 52  | 52  | 55  | 58  | 61  | 62  | 65  | 66  | 69  | 72  | 72  | 75  | 75  | 78  | 81  | 82  | 82  |
| Spezia      | 1  | 4  | 5  | 8  | 9  | 12 | 13 | 16 | 19 | 20  | 21  | 24  | 27  | 30  | 30  | 33  | 34  | 37  | 38  | 38  | 39  | 42  | 45  | 48  | 49  | 50  | 50  | 51  | 54  | 55  | 55  | 58  | 59  | 59* | 60  | 63  | 63  | 66* |
| Südtirol    | 3  | 6  | 6  | 6  | 9  | 9  | 9  | 12 | 12 | 12  | 13  | 13  | 13  | 13  | 13  | 13  | 14  | 17  | 17  | 18  | 19  | 19  | 22  | 25  | 25  | 28  | 29  | 30  | 33  | 34  | 34  | 35  | 35  | 35* | 38  | 41  | 44  | 46* |

#### Classifiche di rendimento

##### Rendimento andata-ritorno
| Andata      | Andata  | Ritorno     | Ritorno |
|             |         |             |         |
| Sassuolo    | 43      | Sassuolo    | 39      |
| Pisa        | 40      | Pisa        | 36      |
| Spezia      | 38      | Cremonese   | 32      |
| Cremonese   | 29      | Südtirol    | 29      |
| Juve Stabia | 28      | Catanzaro   | 29      |
| Cesena      | 25      | Cesena      | 28      |
| Catanzaro   | 24      | Spezia      | 28      |
| Modena      | 24      | Palermo     | 28      |
| Palermo     | 24      | Juve Stabia | 27      |
| Carrarese   | 24      | Bari        | 24      |
| Bari        | 24      | Salernitana | 24      |
| Mantova     | 23      | Frosinone   | 24      |
| Brescia     | 22      | Reggiana    | 23      |
| Reggiana    | 21      | Carrarese   | 21      |
| Sampdoria   | 20      | Sampdoria   | 21      |
| Cittadella  | 20      | Mantova     | 21      |
| Frosinone   | 19      | Modena      | 21      |
| Salernitana | 18      | Cittadella  | 19      |
| Südtirol    | 17      | Brescia     | 17 (-4) |
| Cosenza     | 17 (-4) | Cosenza     | 13      |

##### Rendimento casa-trasferta
| Casa        | Casa | Trasferta   | Trasferta |
|             |      |             |           |
| Sassuolo    | 44   | Sassuolo    | 38        |
| Pisa        | 43   | Pisa        | 33        |
| Spezia      | 40   | Cremonese   | 32        |
| Carrarese   | 35   | Spezia      | 26        |
| Juve Stabia | 34   | Cittadella  | 24        |
| Cesena      | 31   | Palermo     | 23        |
| Mantova     | 31   | Catanzaro   | 23        |
| Salernitana | 31   | Cesena      | 22        |
| Catanzaro   | 30   | Brescia     | 22        |
| Bari        | 30   | Südtirol    | 21        |
| Cremonese   | 29   | Juve Stabia | 21        |
| Palermo     | 29   | Frosinone   | 21        |
| Modena      | 26   | Reggiana    | 20        |
| Südtirol    | 25   | Modena      | 19        |
| Sampdoria   | 25   | Bari        | 18        |
| Reggiana    | 24   | Sampdoria   | 16        |
| Frosinone   | 22   | Mantova     | 13        |
| Cosenza     | 22   | Cosenza     | 12        |
| Brescia     | 21   | Salernitana | 11        |
| Cittadella  | 15   | Carrarese   | 10        |

#### Primati stagionali
Squadre
- Maggior numero di vittorie: Sassuolo (25)
- Maggior numero di pareggi: Catanzaro (20)
- Maggior numero di sconfitte: Cittadella (19)
- Minor numero di vittorie: Cosenza (7)
- Minor numero di pareggi: Pisa e Sassuolo (7)
- Minor numero di sconfitte: Sassuolo e Spezia (6)
- Miglior attacco: Sassuolo (78 gol fatti)
- Peggior attacco: Cittadella (30 gol fatti)
- Miglior difesa: Spezia (33 gol subìti)
- Peggior difesa: Südtirol (57 gol subìti)
- Miglior differenza reti: Sassuolo (+40)
- Peggior differenza reti: Cittadella (-26)
- Miglior serie positiva: Bari (14, 3ª-16ª giornata), Sassuolo (14, 5ª-18ª giornata) e Spezia (14, 1ª-14ª giornata)
- Peggior serie negativa: Südtirol (5, 12ª-16ª giornata) e Carrarese (5, 21ª-25ª giornata)
- Maggior numero di vittorie consecutive: Sassuolo (7, 12ª-18ª giornata)
- Maggior numero di pareggi consecutivi: Bari (6, 7ª-12ª giornata) e Brescia (6, 17ª-22ª giornata)

Partite
- Partita con più gol: Cesena-Sampdoria 3-5 (8, 9ª giornata), Sassuolo-Südtirol 5-3 (8, 22ª giornata) e Palermo-Sassuolo 5-3 (8, 32ª giornata)
- Pareggio con più gol: Sampdoria-Catanzaro 3-3 (6, 15ª giornata), Brescia-Modena 3-3 (6, 19ª giornata), Catanzaro-Bari 3-3 (6, 32ª giornata) e Pisa-Südtirol 3-3 (6, 38ª giornata)
- Maggior scarto di gol: Sassuolo-Cittadella 6-1 (5, 8ª giornata) e Spezia-Cittadella 5-0 (5, 16ª giornata)
- Maggior numero di reti in una giornata: 34 (15ª giornata)
- Minor numero di reti in una giornata: 15 (11ª e 12ª giornata)
- Maggior numero di espulsioni in una giornata: 5 (26ª, 27ª, 32ª e 37ª giornata)
- Maggior numero di pareggi in una giornata: 9 (11ª giornata)

### Individuali

#### Classifica marcatori
| Gol | Rigori |  | Giocatore              | Squadra     |
| --- | ------ |  | ---------------------- | ----------- |
| 18  | 2      |  | Armand Laurienté       | Sassuolo    |
| 17  |        |  | Francesco Pio Esposito | Spezia      |
| 16  | 2      |  | Pietro Iemmello        | Catanzaro   |
| 15  | 1      |  | Andrea Adorante        | Juve Stabia |
| 13  | 1      |  | Matteo Tramoni         | Pisa        |
| 11  | 5      |  | Cristian Shpendi       | Cesena      |
| 10  |        |  | Nicholas Pierini       | Sassuolo    |
| 10  | 2      |  | Leonardo Mancuso       | Mantova     |